# فرهنگ در افغانستان

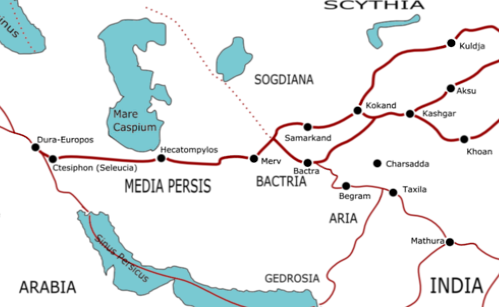
سرزمین‌های باستانی باختر (Bactria) و هریوه (Aria) در این نقشه موقعیت افغانستان را در جاده ابریشم نشان می‌دهند. این کشور به‌دلیل قرارگرفتن در مسیر شاهراه جادهٔ ابریشم محل پیوندگاه فرهنگ‌ها و تمدن‌های بزرگ جهان بوده‌است.

افغانستان به دلیل قرارگرفتن در مسیر جاده ابریشم پیوندگاه تمدن‌های بزرگ جهان بوده و یکی از مهم‌ترین مراکز بازرگانی عصر باستان به‌شمار می‌رفته‌است. این موقعیت مهم و حساس ژئواستراتژیکی و ژئوپولیتیکی افغانستان در شکل‌دادن موزائیکی غنی از فرهنگ‌ها و تمدن‌های بزرگ همچون ایرانی، آسیای مرکزی، خاورمیانه و آسیای جنوبی در این کشور نقش مهمی داشته‌است. از عصر پارینه‌سنگی و طی دوره‌های تاریخی، مردم افغانستان، جایگاه عمده‌ای در معرفی و گسترش ادیان جهانی و نقش مهمی در بازرگانی و دادوستد داشته و گهگاه کانون مسلط سیاسی و فرهنگی در آسیا بوده‌اند.

## جشن‌ها

### نوروز
نوروز یکی از کهن‌ترین جشن‌های به جا مانده از دوران باستان است. زمان برگزاری نوروز، در آغاز فصل بهار است. نوروز در افغانستان نیز همچون ایران آغاز سال نو محسوب می‌شود. این جشن طبق سنت‌ها برای مدت دو هفته برگزار می‌شود و مردم از چند روز قبل (حداقل قبل از چهارشنبه سوری) برای آغاز این جشن آماده می‌شوند. جشن‌های نوروزی در افغانستان عبارتند از:
جشن گل سرخ:
جشن گل سرخ (میله گل سرخ) یک جشن خاص است که در مزار شریف در ۴۰ روز اول سال و به مناسبت روییدن گل‌های سرخ اجرا می‌شود و در طول این ۴۰ روز مردم از همه جا برای حضور در این جشن به مزار شریف می‌آیند. این مراسم به‌طور هم‌زمان با مراسم جهنده بالا (یا پرچم علی) انجام می‌شود. این مراسم با برافراشتن یک علم (که ترکیب رنگ آن به درفش کاویانی شباهت دارد و به آن ژنده سخی می‌گویند) در حرم منسوب به امام علی و در اولین روز سال اجرا می‌شود. جشن گل سرخ برای چهل روز در دشت‌های لاله و حرم ادامه می‌یابد.
جشن دهقان (دهگان):
یکی دیگر از جشن‌های نوروزی در افغانستان «جشن دهقان» است که در روز اول سال اجرا می‌شود کشاورزان به شهرها می‌آیند و تولیدات خود را به نمایش می‌گذارند. در سال‌های اخیر این مراسم تنها در کابل و برخی شهرهای بزرگ اجرا می‌شود و حتی شخصیت‌های بلندپایه حکومتی نیز در تماشای آن شرکت دارند.
سَمَنَک:
زن‌ها در طول شب یک مراسم خاص برای سَمَنَک (سمنو) می‌گیرند و از اواخر عصر تا صبح روز بعد مشغول پختن آن هستند و شعری به این مضمون را تکرار می‌کنند:
هفت میوه:
در افغانستان همراه هفت سین مردم به آماده کردن هفت میوه می‌پردازند. هفت میوه چیزی شبیه به سالاد میوه است که از هفت نوع میوه خشک مختلف تر شده در آب تشکیل شده. این هفت میوه عبارتند از: کشمش، سنجد، پسته، فندق، قیسی (زردآلوی خشک) و چهارمغز (گردو) یا آلو.
سیزده بدر:
مردم هرات علاوه بر چهارشنبه اول سال در روز سیزده فروردین نیز به گردش در طبیعت می‌پردازند.

### جشن استقلال
این جشن هر ساله در ۲۸ اسد (۲۸ مرداد) در سالروز استقلال افغانستان تجلیل می‌شود. این مراسم با اجرای رقص و پایکوبی همراه است. افغانستان در سال ۱۹۱۹ میلادی (۱۲۹۸ خورشیدی) در زمان حکومت امان‌الله خان، استقلال خود را از بریتانیا کسب کرد.

## موسیقی و رقص

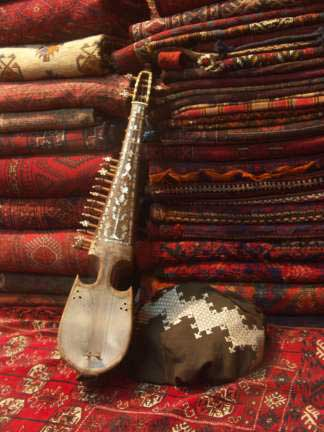
رباب، ساز ملی و اصیل افغانستان

موسیقی افغانستان نقطه عطف زیبایی‌های تنوع قومی و زبانی در افغانستان است. در این کشور سبک‌ها و شیوه‌های گوناگون موسیقی، از غزل فارسی گرفته تا راگ هندی رواج دارد. موسیقی افغانستان تا حد زیادی به صورت ترانه است، با اینحال رپرتوار قابل توجهی از موسیقی بدون کلام نیز وجود دارد. شعر جایگاه ویژه‌ای در فرهنگ موسیقی این کشور دارد. میراث شعر فارسی، که مشترکات فراوانی نیز با ایران دارد، اهمیت بسیاری در بین مردم داشته و همچنین شعر پشتو نیز دارای ریشه‌های تاریخی است. متن ترانه‌ها متشکل از موضوعات معدودی است. آهنگ‌های عاشقانه با تِم‌هایی از عشق نافرجام و اشارهٔ مکرر به داستان لیلی و مجنون، بیشتر موضوعات ترانه‌ها را تشکیل می‌دهند و به وقایع جاری و تجربهٔ شخصی کمتر پرداخته می‌شود.
در طول تاریخ هزاران سالهٔ این سرزمین، آریایی‌ها از موسیقی و رقص برای اجرای مراسم مذهبی استفاده کرده‌اند. یکی از نخستین گونه‌های موسیقی در این سرزمین، ریگ‌ودا است. آواها، ریتم‌ها و تِم‌های ریگ‌ودا هنوز هم در موسیقی مدرن افغانستان نفوذ دارند.

### سبک‌های موسیقی افغانستان
موسیقی تصوف:
این موسیقی توسط نعت خوانان و شاعران سبک صوفیه و قوالی خوانان اجرا می‌شود. موضوع این سبک توصیف خداوند و پیغمبر اسلام و یاران دوره محمد می‌باشد. شعرهای این سبک بعضاً تا ده ساعت طول می‌کشد. معمولاً در پهلوی سرود خوان ۳ تا ۱۰ نفر مکررین و همکاران نیز سرودخوان را یاری می‌کنند. این موسیقی دارای روش‌های چشتی، روضه‌ای، نوائی و غیره‌اند.
موسیقی محلی:
هر گروه قومی در افغانستان سبک ویژهٔ موسیقی محلی خود را دارد. ترانه‌ها، صرف نظر از اینکه از کجا باشند، بیشتر در وصف گل و بلبل، می و معشوقه و بر اساس شعر حماسی و افسانه‌ها می‌باشند. موسیقی آن عده محلات و سمتهایی که شهرت دارند عبارتند از: سبک بدخشی، خراباتی، قطغنی، هزارگی، داستان سمت مشرقی، سبک غزنی، کلیوالی ملیت پشتون، ترکمنی، هراتی، قرصک پنجشیر، و هارمونیک یا چند آواز کشین مردم نورستان می‌باشد.
آلات موسیقی:
رباب ساز ملی افغانستان است و از سازهای زهی، با دستهٔ کوتاه که با دست یا کمانه نواخته می‌شود. سازهای زِهی با دستهٔ بلند همچون تنبور، دوتار و دمبوره و همچنین سازهای زهی با دستهٔ خمیده همچون سَرِنده و غیچک رایج هستند. تنبور و دوتار ۱۴-سیمِ هراتی تنها سازهایی هستند که منحصر به افغانستان می‌باشند.

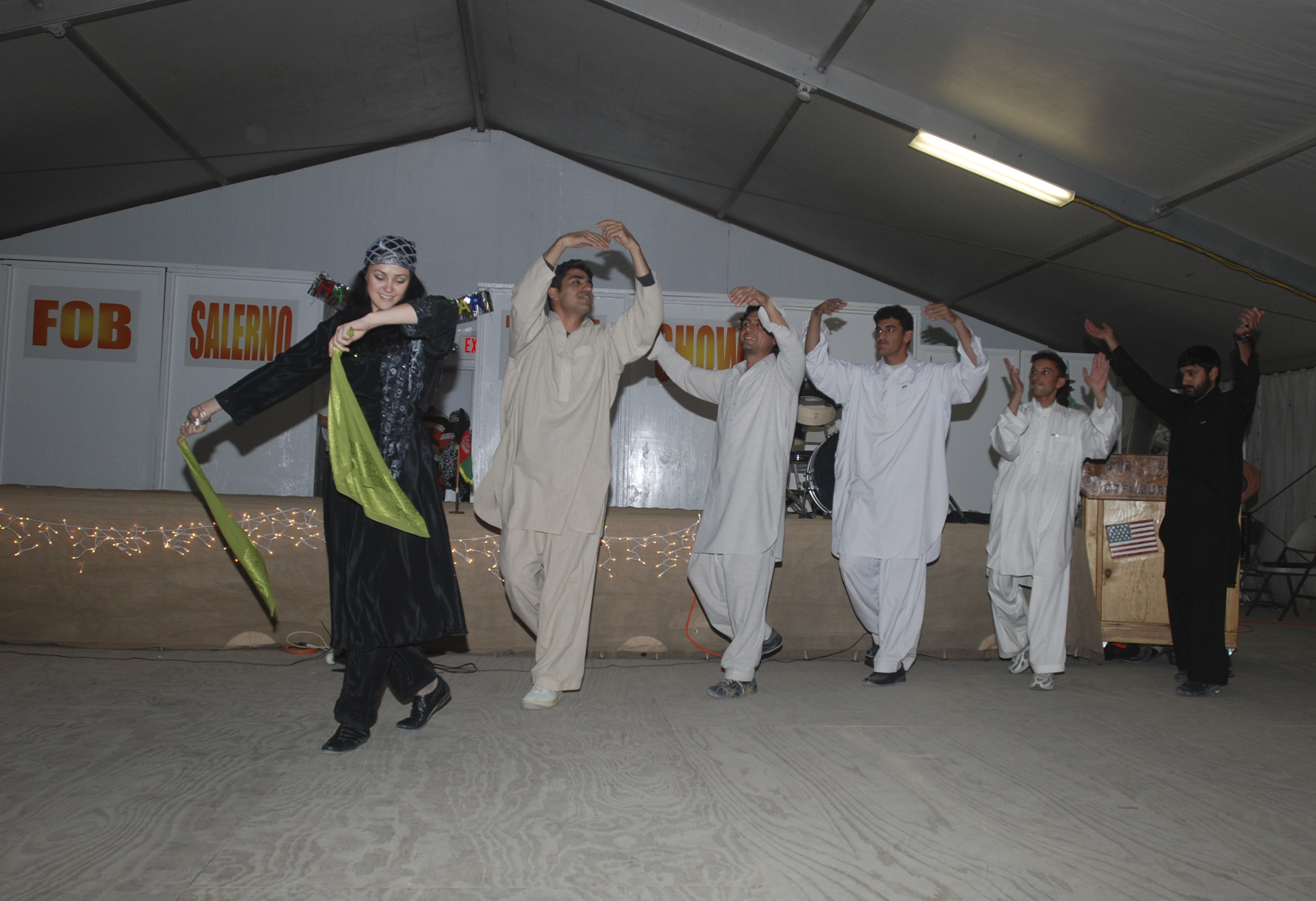
رقص اَتَن، از جمله رقص‌های ملی افغانستان است.

.

### رقص‌های محلی
اَتَنِ ملی:
رقص اتن یا اَتَنِ ملی از جمله رقص‌های ملی افغانستان است. این رقص در مراحل اول در بین قوم پشتون ساکن افغانستان و پاکستان مروج بود. اتن ملی معمولاً طور دسته‌جمعی به‌وسیلهٔ جوانان مرد یا زن اجرا می‌شود. رقص اتن ملی به‌شکل مدور با جنباندن سر و دست به‌طور منظم انجام می‌شود. گمان می‌رود این رقص در دوره یونانی‌های باختر در سرزمین باستانی باختر در شمال افغانستان مروج گردیده باشد. این رقص در طول دوره تاریخ اشکال مختلف را بخود گرفته‌است. برخی از محققان بر این باورند که رقص اتن از روزگار زردشت به جای مانده‌است. آن‌ها دورادور آتش می‌چرخیدند و سروده‌هایی از اوستا را می‌خواندند که با حملات عرب و مغول‌ها بسیاری از این سنت‌ها از بین رفته‌اند.
رقص قَرصَک پنجشیر:
این رقص در بین مردم تاجیک ساکن منطقهٔ پنجشیر رواج دارد که با کف زدن و یک دایره اجرا می‌شود. معمولاً در قرصک ده تا پانزده نفر اشتراک می‌کنند. یک نفر دایره می‌زند و دو نفر دیگر شعرگویی می‌کنند یا رباعی می‌خوانند، که در آغاز مقام است.

## بازی‌ها و سرگرمی‌ها

### تفریحات ملی
تفریح نمودن یکی از خصوصیات انسانی بوده که به منظور رفع خستگی و دقت مورد استفاده قرار می‌گیرد. در افغانستان تفرجگاه مردانه و زنانه از هم تفاوت دارد معمولاً تفریح مردم روستاها زیارت رفتن و دیدن اقارب نزدیک است؛ ولی در شهرها بعضی از مردم با فامیل خود در جاهای تفریحی دور از شهر می‌روند. مردمان  شهر کابل قبلاً در روزهای رخصتی عمومی میله پغمان، بندقرغه، استالف سالنگ، خواجه صفا، گلبهار، چوک ارغندی، دره پنجشیر، سروبی، جلال‌آباد و روضه سخی غرض تفریح و استراحت بدن می‌رفتند. پس از سال ۱۳۵۸ مردم افغانستان از نعمت تفریح و استراحت بدن محروم شدند. پس ورود طالبان درخاک طبقه اناث افغانستان از بیرون رفتن تفریح نمودن ورزش نمودن رفتن به مدرسه دفاتر کار و غیره محروم شدند. با وجودی‌که پس از سال ۲۰۰۱ در افغانستان برای زن‌ها حقوق داده شده‌است؛ ولی حوادث طالبان، به قدرت نشستن دوباره جهادی‌ها و تندروان در دستگاه دولت مجال نداد تا زن‌ها مانند سال‌های قبل از ۱۳۷۲ زندگی نمایند. از اینکه فعلاً امنیت کشور تضمین نیست مردم از سفر نمودن به خارج شهر تا حدود امکان امتناع می‌ورزند. مهم‌ترین تفرجگاه‌های افغانستان عبارتند از دره آجر، درنور، بدخشان، درواز، پامیر، بند شیوا، بند امیر، آب استاده غزنی، زیارتهای هرات، قندهار، روضه مزارشریف، سالنگ‌ها، گلدره، شکر دره، گلغندی، پنجشیر، در زمستان سروبی و جلال‌آباد و… می‌باشد.

#### تفریحات ورزشی مردان
تفریحات ملی مردانه افغانستان عبارتند از ورزش، کوه گردی، آب‌بازی، یخ مالک زنی، تشله بازی، پربازی، گیرکان، کفتربازی، دوش، آواز کشیدن صحرائی، درخت نوردی، موسیقی، بجل بازی، کمسائی بازی، قوچ جنگی، شتر جنگی، اسب دوانی، خردوانی، مرغ جنگی، بودنه جنگی، کوک جنگی، شرط زنی، نیزه بازی، کاغذ پران بازی (گدی پران بازی)، رقص بیل ّبازی، شمشیر جنگی، مره یاد ترا فراموش بازی، شیر جنگی، مزاح نمودن، آزار دادن، مضمون سازی، خیله سازی، دست بردکان، ارواح بازی، برف جنگی، شکار، نشان زنی، سفر، سنگ اندازی و شب‌نشینی می‌باشد.

#### تفریحات اطفال مذکر
علاوه بر فوتبال و کرکت چشم پتکان، گیرکان، آب‌بازی، پهلوانی، خاک جنگی، برف جنگی، خیز زنی، ملاق زنی، دویدن با دو پا ویک پا، آواز کشیدن صحرائی گدی پران بازی، خیز زنی، دنده کلک بازی، توپ بازی، آب‌بازی، یخ مالک زنی، تشله بازی، قطکان، کشتی‌گیری، گل بازی، خم تکه بازی و غیره می‌باشد.

#### تفریحات زنانه
تفریحات زنان عادی افغانستان عبارتند زیارت رفتن نذر لب آب، نذر مشکل کشا، رقص آبوبه جان، رقص اتن ملی، برفی ساختن، عروسی گدی، رقص پیشپو، دایره زنی، گازکان و شب‌نشینی زنانه می‌باشد. در بعضی مناطق افغانستان که زنان قید اند صرف عروسی‌ها یگانه خوشی‌های زنان است که درین اواخر طالبان آن را هم مردود دانسته و ممنوع ساخته بود.

#### تفریحات اطفال
سرگرمی‌های اطفال اناث گدی بازی، جز بازی، رقص آبوبه جان، گیرکان، چشم پتکان، جز بازی، مهمان بازی، زن و شویکانی، چشم بردکان، گاز خوردن، دویدن، انواع رقص‌های محلی، بابه زنجیرباف و غیره می‌باشد.

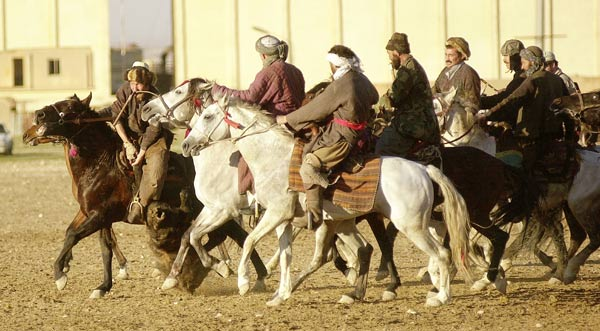
بُزکَشی یکی از بازی‌های سنتی افغانستان است.

### بُزکَشی
بُزکَشی (BOZKASHĪ) یک بازی سنتی گروهی است که بر پشت اسب انجام می‌شود. این بازی در قدیم توسط جنگجویان شمال افغانستان ابداع گردید و هم‌اکنون در میان مردمان آسیای میانه از جمله ازبک‌ها، تاجیک‌ها، هزاره‌ها، قرقیزها و ترکمن‌ها انجام می‌شود.
نحوهٔ انجام بازی به این صورت است که عده‌ای سوارکار برای کنترل لاشه یک بز یا گوساله تازه ذبح شده با هم به رقابت می‌پردازند. سوارکاران باید لاشهٔ بز را در حین سوارکاری از روی زمین برداشته و آن را و با پیشی گرفتن از رقبا در محل مشخصی که معمولاً یک دایره علامت‌گذاری شده در زمین بازی است به زمین بگذارند. بازیگران بازکشی که در افغانستان «چپ‌انداز» نامیده می‌شوند گاه برای کسب مهارت به سال‌ها تمرین نیاز دارند.

### پهلوانی
پهلوانی ورزشی است باستانی که به کُشتی شباهت دارد و در سراسر افغانستان، به ویژه در شهرهای بزرگ رایج است. پهلوانی به قصد بر زمین‌افکندن هم‌نبرد و نگه‌داشتن او انجام می‌شود. هم‌نبردان اجازهٔ گرفتن پای یکدیگر را ندارند، ولی می‌توانند بازوان، بدن یا لباس حریف را بگیرند.

### شکار
افغانها معمولاً پرندگان، بزهای کوهی، آهو و میش را شکار می‌کنند. در هنگام شکار از سگ تازی برای آوردن شکار استفاده می‌شود. گفتنی‌است که شکار بی‌رویه، سال‌ها جنگ و خشکسالی و بی‌توجهی مسئولان، عوامل کاهش جمعیت حیات وحش افغانستان و انقراض برخی از گونه‌های جانوری بوده‌است.

## هنر و معماری

### هنر و معماری باستان

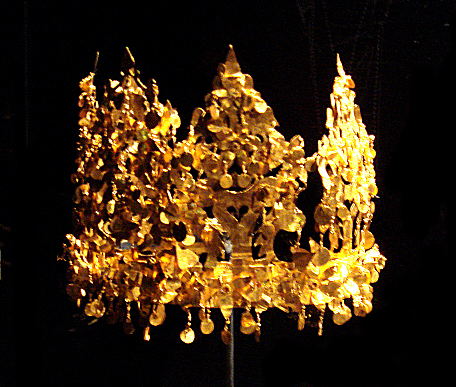
تاج طلایی متعلق به یک زن کوچ‌نشین سکایی، پایگاه باستان‌شناسی طلاتپه در ولایت جوزجان، سدهٔ اول پیش از میلاد - سدهٔ اول پس از میلاد، موزیم ملی افغانستان

تندیس‌های گِلی کوچک و ساده از دورهٔ نوسنگی که احتمالاً ایزدان محافظ بودند در تمامی پایگاه‌های باستان‌شناسی از خاور میانه تا هند یافت می‌شوند؛ در افغانستان هم این پایگاه‌ها در مُندیگک، نادِ علی و تپهٔ دِه‌مُراسی (پشتو: دِه‌مُراسی غوندَی) واقع هستند؛ سردیس سنگی کوچک که با همتاهای آن در میان‌رودان (بین‌النهرین) مشابه‌است، نشان می‌دهد که این سردیس مربوط به یک نجیب‌زاده بوده‌است. باختری‌ها و بعدها کوشانیان و جانشینان آنها، با الهام گرفتن از سنت بومی ایرانی خود و سنت یونانی، با چهره‌نگاری شهریارانشان بر روی سکه‌ها، گونه‌ای مهم از هنر و منبعی غنی از داده‌های تاریخی را به وجود آوردند. چهره‌نگاری‌های شاهان را می‌توان به صورت حکاکی‌شده بر مدخل معابد سنگی یا بر روی دیوارهای نیایشگاه‌ها یافت.
تاثیرپذیری از هنر غرب، در دورهٔ شاهنشاهی ماد یا در هر صورت، در طی فتوحات کوروش بزرگ و داریوش بزرگ در سده‌های ششم و پنجم پیش از میلاد آغاز شد. آثار بجای‌مانده از این دوران در ناد علی، قندهار، بلخ، طلاتپه، آلتین‌تپه، و دهانه غلامان یا «زرین»، پایتخت سرزمین باستانی زرنگ (بگفتهٔ کتزیاس) قابل مشاهده‌است. تأثیر فرهنگ یونانی در این شهرها به دوران فتوحات اسکندر مقدونی در سدهٔ چهارم پیش از میلاد برمی‌گردد. جانشینان اسکندر در مشرق‌زمین، یعنی سلوکیان، اشکانیان (پارت‌ها)، یونانی‌باختری‌ها و ساسانیان در واقع ناقلین واقعی هنر یونانی ایرانی در عصرشان (سدهٔ سوم پ. م - سدهٔ ششم میلادی) بودند و تأثیر هنرشان در معماری (نقشه‌های شهرها و دژها، ستون‌ها، بناهای شهری و غیره)، تندیس‌گری (ستون‌های شبه‌کُرینتی، سرستون‌های فرتوردار، نقش و نگارهای گُل‌دار و طومارشکل)، و نگارگری قابل رویت است که در آن عناصر تزئینی در مغاره‌های سنگی تا حد زیادی مدیون به هنر ساسانی است. مردمان کوچ‌نشین (چادرنشینان) اِستِپ‌ها، زرگرهای سکا|سکایی تأثیریافته از هنر یونانی، و صنعتگران جنوب سیبری و اُردوس هم سنت‌ها و سبک‌هایشان را به افغانستان انتقال دادند. در سدهٔ اول میلادی، راهبان بودایی منطقهٔ گَنگ در هند، برای نیایشگاه‌هایشان نمادها و نگاره‌هایی آفریدند که بسرعت در منطقه متداول شد. این هنر پیکرنگاری که از سرزمین‌های باستانی هند و گندهارا الهام گرفته شده بود تا عصر پیدایش اسلام دوام پیدا کرد. (رجوع شود به هنر گندهارا)
هنر باستانی افغانستان نخستین بار در گنجینه‌های موجود در مدخل استوپه‌هایی بودایی نمایان شد که به‌طور تصادفی توسط گردشگران یا باستان‌شناسان کشف شده‌بودند. گنجینه‌های بگرام، که پیشینهٔ آن‌ها به سده‌های اول و دوم میلادی برمی‌گردد، طی سال‌های ۳۹–۱۹۳۷ توسط ژوزف هَکَن (Joseph Hackin) و تیم وی در هیئت باستان‌شناسی فرانسه در افغانستان کاوش شد. این گنجینه شامل ظروف شیشه‌ای، ظروف و تندیس‌های بُرُنزی، قالب‌های گچی با بُن‌مایه‌های یونانی، و اشیایی است که اغلب آن از مناطق مدیترانه آمده‌بودند. این گنجینه همچنین متشکل از قطعات چوبیِ سامان (اثاثه) خانه‌است که با عاج هندی حکاکی و تزئین شده‌اند. ظروف مشروب‌نوشی چینی نیز گواه بر استفاده از راه ابریشم است.
طلاتپه، گنجینهٔ دیگری است که از شش گور (پنج زن و یک مرد) به‌دست آمده‌است و تا آن‌زمان به خوبی نهفته و دست‌نخورده باقی مانده‌بودند. اجساد مدفون در این گورها در پارچه‌هایی ظریف پوشانده شده‌بودند که از مدال‌های زرین دوخته شده‌بودند، و جامه‌های آن‌ها از تارهای طلایی بافته شده و با مروارید نقش‌دوزی شده‌بودند. شمشیرها و خنجرهای آن‌ها در غلاف‌های طلایی و تزئین‌شده با نقش‌هایی از حیوانات، جای گرفته‌بودند، و کمربندهای آن‌ها با نقش‌های مدالی آذین داده شده‌اند؛ گردنبندها و آویزه‌ها با ایزدان ایرانی و یونانی، همچون کوبله (Cybele) به شکل ایزدبانوی حیوانات نقش‌نگاری شده‌اند. گمان می‌رود این آثار هنری توسط زرگران سیتی (Scythian) یا سکایی ساخته شده‌باشد که در خدمت شاهزادگان کوچ‌نشین سرزمین باختر بودند و در سرزمین گندهارا تندیس‌هایی تهیه می‌کردند که هنر بکار رفته در آن تلفیقی از هنر یونانی-پارتی و هنر مردمان باشندهٔ اِستِپ‌ها بوده و شامل زیورآلات و تندیس‌های از بوداسف می‌شده‌است.

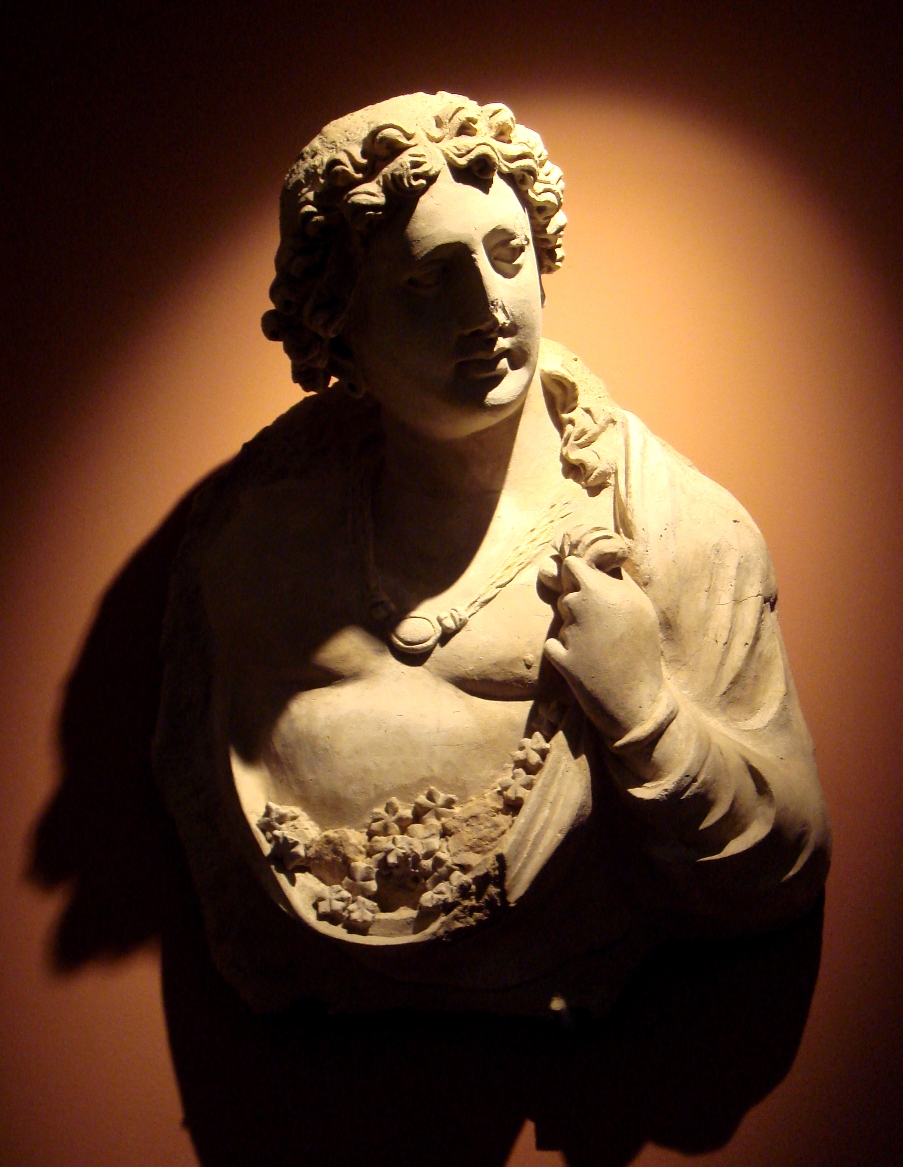
جنیوس حامل دستهٔ گُل، بدست‌آمده از نیایشگاه تپه‌کلان در پایگاه باستان‌شناسی هَده در افغانستان، سده‌های چهارم و پنجم پس از میلاد، موزیم گیمه در پاریس

باختر: سرزمین باستانی باختر، واقع در درهٔ آمودریا (به یونانی: Oxus)، زمانی یک واحد یکپارچهٔ سیاسی در منطقه‌ای را تشکیل می‌داد که امروزه به چند ولایت شمالی در افغانستان تقسیم شده‌است. نوشته‌های تاریخی حکایت از آبادانی و شکوفایی این سرزمین دارند که جمعیت زیادی در آن می‌زیستند، جایی که امروز تبدیل به یک بیابان شده‌است. در پژوهش‌های اخیر، مناطق شهری و فرهنگی حیرت‌انگیزی در این سرزمین نمایان شده‌اند که حاوی نمونه‌هایی شگفت‌انگیز از تزئینات و معماری هستند.
شهر آی‌خانم، واقع در منتهی‌الیه شمال‌شرقی باختر در محل پیوندگاه رودهای آمو و کوکچه است. ورود مردمان کوچ‌نشین (عشایر) به این منطقه، شهر را بین سدهٔ چهارم پیش از میلاد و سال ۱۳۰ پیش از میلاد دارای سکنه کرده‌بود. ویرانه‌های این شهر در سال ۱۹۶۱ به‌طور تصادفی، توسط ظاهرشاه هنگام شکار کشف شد. آثار به‌دست آمده از آی‌خانم اختلاط عناصر معماری محلی و تزئینات معماری یونانی را در یک مرکز اداری بزرگ، یک سالن تئاتر، و یک ورزشگاه به خوبی نشان می‌دهد. همچنین سنگ‌نوشته‌ها و نسخه‌های یونانی به‌دست آمده که به خطی نوشته شده‌اند که از خط شکستهٔ یونانی تأثیر پذیرفته‌است.
هده: زمانی که راهبان بودایی هندی در آغاز دورهٔ اشاعهٔ مسیحیت، به شمال‌غرب هند رسیدند، در سرزمین گندهارا و در منطقهٔ جلال‌آباد افغانستان جای گرفتند. در این دوره نیایشگاه‌ها و معابدی در پیرامون روستای کنونی هده و تپه‌های مُشرِف به رود کابل تکثیر یافتند. این معابد از سنگ شیست، سنگ آهک، یا گِل بنا شده‌اند و با نقش‌ها و نگاره‌های گِلی و استاکو (stucco) تزئین شده‌اند. تندیس‌های بودا، که بزرگتر از تندیس‌های همراهانش هستند، با مهارت زیادی ساخته شده‌اند و قالب نگهدارندهٔ آن‌ها با نقش‌های بُهت‌انگیزِ سبکِ رئالیزم نگاربندی شده‌اند. هنرمندانی که این آثار را خلق کرده‌اند به خوبی قادر بودند اجزای چهرهٔ اقوام مختلف و جزئیات پوشاک گوناگون و زیورآلات ساخته‌شده به سبک باروک را بازآوری کنند. چهره‌نگاری‌هایی (پُرتره) از قبیل یک شاهدُخت، یک سرباز، یک راهب با سرِ تراشیده، یک مرد کوچ‌نشین پوشیده در ردا، و یک فرد بدوی و وحشی. نیایشگاه‌هایی که در تپهٔ شُتُر حفر شده‌اند، همچون تصاویر زنده‌ای، شاهدخت‌ها، اهداکنندگان خیرات، و ایزدان هندو (هندویزم اولیه) را ترسیم می‌کنند که در هنگام اجرای مراسم مراقبه (Meditation) در پیرامون بودا جمع شده‌اند. برخی از این تندیسگری‌ها، همچون پیکرهٔ ناگه شاه، نمایانگر تأثیرپذیری از هنر هند هستند؛ برخی دیگر، همچون هِراکلِس-وَجرَپانی یا وجرپانی-اسکندر بدون شک تقلیدی از سکه‌ها و تندیس‌های بُرُنزی باستانی مشرق‌زمین هستند. امروزه پیشینهٔ هنر گندهارا را به سده‌های دوم تا ششم میلادی تخمین می‌زنند.
کاپیسا: سرزمین بگرام، که گمان می‌رود زمانی پایتخت شاهنشاهی کوشان بوده، و امروز در ولایت (استان) پَروان (کاپیسای قدیم) در نزدیکی کابل واقع است، متشکل از نمونه‌هایی از هنر پیش از اسلام است که پیشینهٔ آن به ورود کوشانیان در سدهٔ اول میلادی تا فرمانروایی هندوشاهیان (کابل‌شاهیان) در سده‌های دوم تا هشتم میلادی برمی‌گردد. در کوهپایه‌های جنوب کابل دو معبد شیوَکی و گُل‌دره مستقر هستند که استوپه‌های آن با قدمت سده‌های چهارم تا پنجم میلادی، با فریزهای (نواره‌های مزین به نقوش) نیم‌دایره‌ای و سرستون‌های سه‌تکه‌ای تزئین داده شده‌اند. در مسیر کوهستانی بین این دو پایگاه، منار چَکَری واقع است که معماری آن با معماری هندی دورهٔ مائوریاها شباهت دارد.
در حوزهٔ بگرام در شمال کابل معابد پایتاوه و شُتُرک واقع هستند که تندیس‌های آن از سنگ شیست ساخته شده و با رنگ‌های روشن و طلایی رنگ‌آمیزی شده‌اند و قدمت آن‌ها به سدهٔ سوم میلادی می‌رسد. سبک هنری این معابد دارای ویژگی‌های سبک محلی است و پیکرنگاری آن منحصر به هنر همان منطقه‌است. حوزهٔ خیرخانه، مُشرِف به کابل، با پیشینهٔ سده‌های هفتم و هشتم میلادی، معبدی است که مربوط به یک ایزد برهمنی ناشناخته‌است. سنگ مرمر سفید و سبک پساگوپتایی (پُست-گوپتا) با تندیس‌های کشمیر همخوانی دارد. در سال ۱۹۸۰، تندیسی از سوریا، ایزد هندی، به‌طور تصادفی نمایان شد که احتمالاً سرنخی برای تندیس بزرگ کشف‌نشده بود. این تندیس نشانه‌ای از اسناد جمع‌آوری‌شده از تأثیر هنر هند در این دوره‌است.

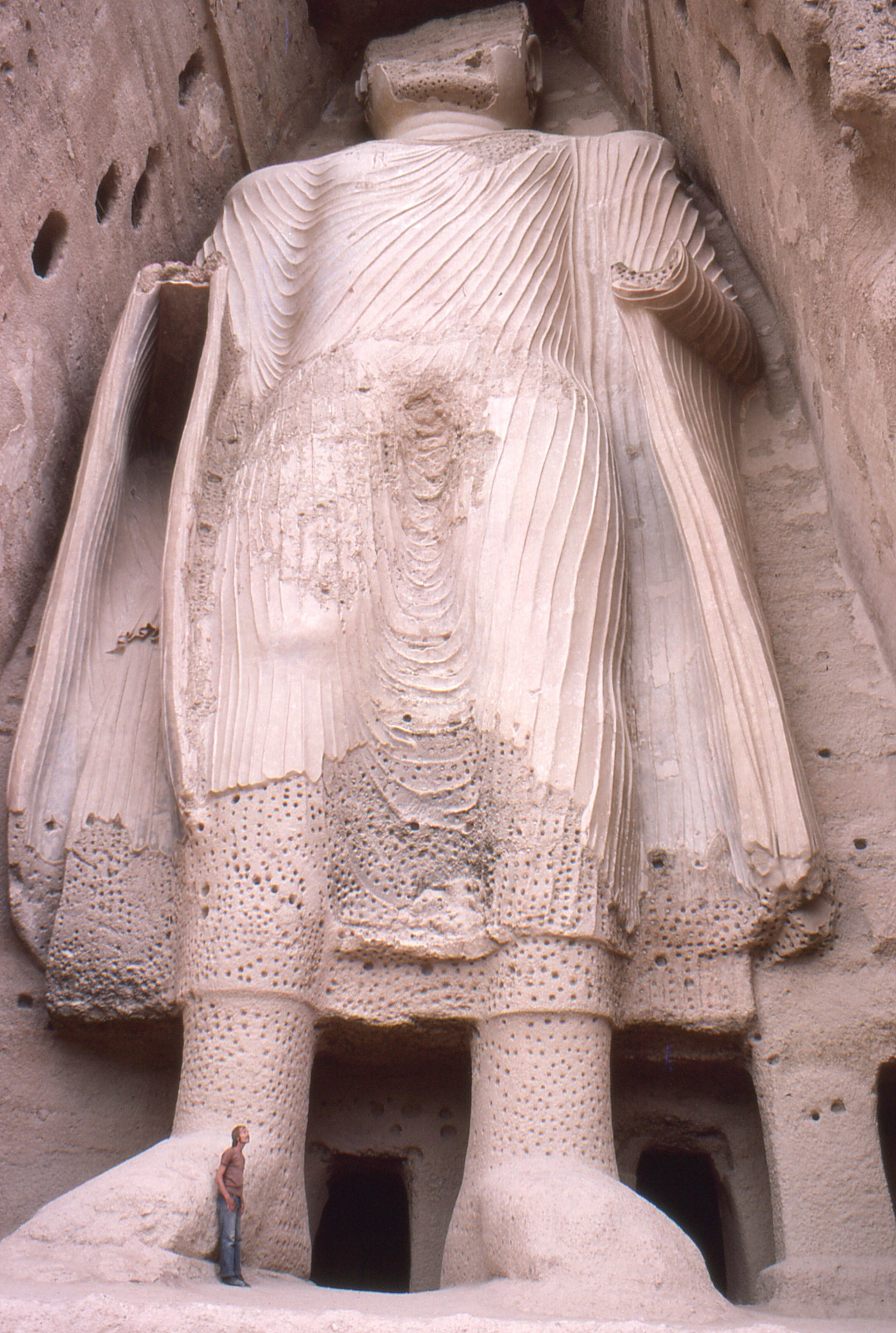
تندیس بودای کوچک (۳۸ متر) در سال ۱۹۷۷ (قبل از آنکه توسط طالبان در سال ۲۰۰۱ تخریب شود)، سدهٔ دوم پس از میلاد، بامیان، مرکز افغانستان

بامیان: دو تندیس بزرگ از بودا در بامیان به بلندای ۵۵ متر و ۳۸ متر، تا قبل از آنکه توسط گروه بنیادگرای طالبان در سال ۲۰۰۱ تخریب شوند، بزرگ‌ترین تندیس‌های بودا و بلندترین مجسمه‌های سنگی در جهان به‌شمار می‌آمدند، و برای زمانی طولانی از جاذبه‌های اصلی گردشگری در افغانستان بودند. اطراف تندیس‌ها صدها مغاره وجود دارد که گفته می‌شود قبل از اسلام راهبان بودایی در آن‌ها مشغول عبادت و آموزش آموزه‌های بودایی بوده‌اند. شماری از این مغاره‌ها پر از نقاشی‌های مذهبی بوده و در بیشتر این نقاشی‌ها تصویر زنان و مردان نقاشی شده‌است. برخی از این نقاشی‌ها مربوط به لحظاتی از زندگی بودا می‌شود. گفتنی است بامیان در عهد باستان مرکز مهم بوداگرایی بوده، و با قرارگرفتن در قلب جاده ابریشم استراحت‌گاهی برای کاروان‌ها بوده و راهبان بودایی را از سرتاسر منطقه جذب می‌نموده‌است. معابد صخره‌ای متعددی در درهٔ بامیان، در قلب رشته‌کوه‌های هندوکُش، در مسیری صعب‌العبور واقع هستند، که سرزمین‌های باستانی کاپیسا و باختر را به یکدیگر متصل می‌کرده. در بامیان معابد بودایی وجود دارند که در آن پیکره‌های گِلی رنگ‌آمیزی‌شده موجود بوده و احتمالاً در سدهٔ سوم میلادی بنا شده و هنوز تا سده‌های هفتم و هشتم میلادی فعال بوده‌اند. این معابد از هنر ساسانیان ایران و بعدها از فرهنگ هندی گندهارا و پُست-گوپتا تأثیر پذیرفته بودند. گمان می‌رود این نمادها توسط کیداری‌ها (بازماندگان کوشانیان) یا حتی هپتالیان ترویج داده شده باشند، و به‌گفتهٔ زائران چینی همچون هوان‌تسنگ، این‌ها بودائیانی زاهد و پارسا بودند. بر روی تپه‌ای مشرف به جنوب، دو فرورفتگی کنده‌کاری‌شده تندیس‌های بودا را دربرمی‌گیرند. داخل این فرورفتگی‌ها را نقش‌های مذهبی با هاله‌های نوری رنگین فراگرفته‌بود. در زیر تاق قوسی حافظ تندیس ۳۸ متری بودا، ایزد بزرگ خورشید، یا احتمالاً همان میترا، جامه‌ای از خفتان و ردایی آویخته بر تن دارد، که در قسمت سقف آن دو ردیف از شاهان اهداکنندهٔ خیرات دیده می‌شود. در فرورفتگی‌های دیگر، پیکره‌های بوداسف (boddhisattva) با لُنگ‌هایی (dhōtī) بر تن و شال‌هایی آویخته بر سر دیده می‌شوند. ساختار سقف تاق‌ها مشابه همتاهای آن در آسیای میانه است، درحالیکه قوس‌ها تقلیدی از معماری ایرانی است. تزئینات پایگاه‌های مجاور در کَکراک و فولادی مشابه همتاهای خور در دوران واپسین بامیان هستند.
فُندُقِستان، معبدی کوچک در مسیر بامیان است که تندیس‌های زیبای آن از گِل نپختهٔ رنگ‌آمیزی‌شده، با قدمت سدهٔ هشتم میلادی با ویژگی تأثیرپذیری از سبک‌های همزیست‌گونهٔ متعدد ایرانی، هندی و آسیای میانه‌است. در این تندیس‌ها با سبکی ویژه از رئالیزم و خمشی فن‌ورانه، دوشیزهٔ هندی دلربا دستش را بر دست یک شاهزادهٔ محلی گذاشته که جامه‌ای تُرک‌مانند بر تن دارد. نقاشی‌های بوداهای متین و بوداسف‌های سبک باروک با چهره و پوشاک عجیب که بیشتر برای پُر کردن پانتئون (معبد رومی) مساعد بودند. معبد دیگر بودایی در غزنی در تپه‌سردار واقع است که قدمت آن به سده‌های سوم تا هشتم میلادی برمی‌گردد. یک هیئت ایتالیایی آثاری را کاوش کردند که نشان‌دهندهٔ تأثیر سبک‌ها و فرهنگ‌های گوناگون ذکرشده بوده و بک مقایسهٔ دقیق درونمایه‌ها کمک می‌کند. خشت‌های نپخته و گچی و تندیس‌های رنگ‌آمیزی‌شده و زراندودشده (طلایی‌رنگ) نمایانگر هنر تندیس‌نگاری هستند که به مطالعهٔ تحول فرهنگ و گرایش‌های مذهبی طولانی‌مدت و گذر احیای بوداگرایی مهایانای اولیه و برهمن‌گرایی یاری می‌رساند.

### هنر و معماری اسلامی
هنر اسلامی یکی از دوران‌های شکوهمند تاریخ هنر و یکی از ارزشمندترین دستاوردهای بشری در عرصه هنری به‌شمار می‌آید و شامل انواع متنوعی از هنر همچون معماری، خوشنویسی، نقاشی، سرامیک و مانند آن‌ها می‌شود. خوشنویسی بارزترین هنر اسلامی است در سرزمین‌های اسلامی خط زیبا را نه فقط در نگارش قرآن، بلکه در اغلب هنرها به‌کار می‌بردند. در خوشنویسی میر علی تبریزی هروی (درگذشت: ۸۵۰ ق. /۱۴۴۷) را واضع خط نستعلیق معرفی کرده‌اند و میر علی هروی (درگذشت: ۹۵۱ ق. /۱۵۴۴) ملقب به کاتب‌سلطانی از سرآمدان نستعلیق‌نویسی و از خوش‌نویسان بزرگ قرن دهم هجری است که خط او از نظر رعایت اصول، استحکام و همواری، صفا و شأن، تا زمان خود بی‌همتا بوده‌است. هنر نگارگری یا نقاشی هرگز آنگونه که در هنر مسیحیان یا بودائیان مورد احترام بوده در سرزمین‌های اسلامی مورد توجه قرار نگرفته‌است. نقاشی اسلامی به‌تدریج در سرزمین‌های اسلامی اهمیت یافت. با سقوط خلافت عباسی طی دوره ایلخانی هنرهای کتاب‌سازی و نقاشی رشد شگرفی کرد. تأثیر هنر چینی و نقاشی‌های آسیای شرقی و مرکزی در این دوران مشهود است. سنت نقاشی ایلخانی در دورهٔ تیموریان پی گرفته شد و در دورهٔ صفوی به اوج رسید. کمال‌الدین بهزاد، بزرگ‌ترین و مشهورترین نقاش (مینیاتور) اهل هرات عصر تیموری در قرن دهم هجری بود.
شاید یکی از مهم‌ترین نمودهای هنر اسلامی معماری باشد. به‌ویژه مساجد چهار ایوانه و ستون‌دار که معرف هنر معماری اسلامی است. این عمارت‌های باشکوه، می‌تواند تأثیر فرهنگ‌های متفاوت در درون تمدن اسلامی را نشان دهد. از نخستین بناهای اسلامی در افغانستان مسجد نه‌گنبد (حاجی پیاده یا نوبهار باستان) در بلخ است که در نیمهٔ سدهٔ نهم میلادی به سبک سامانی بنا شده‌است.

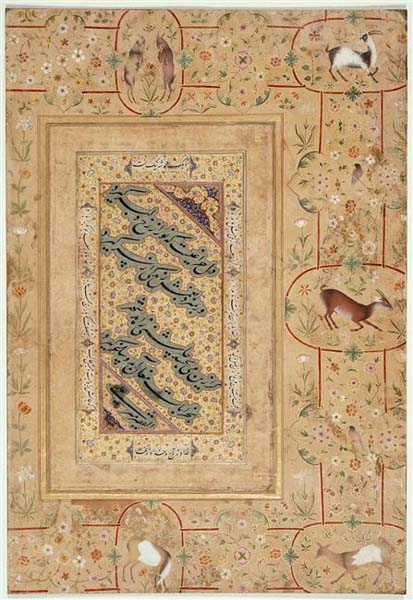
برگی از هنر خوشنویسی نستعلیق توسط میرعلی هروی، نمونه‌ای از هنر شکوفای دورهٔ تیموریان، موزیم لوور

حکومت غزنویان از نظر هنردوستی و توجه به شاعران فارسی‌سرا از اهمیت بالایی برخوردار است. در زمان سلطان محمود و پسرش سلطان مسعود غزنوی به مرکز سیاسی و فرهنگی آسیای میانه و هند تبدیل می‌شود. آثار آن را می‌توان در تعداد زیادی از ویرانه‌های بناهای یزرگ و عظیمی نشان داد که هنوز در اطراف و محلات غزنی پراکنده‌اند. مؤلفین اولیه اسلامی عصر غزنویان، از تعداد زیاد باغ‌ها، مساجد، منارها، مدرسه‌ها و قصرهای غزنی یاد می‌کنند.

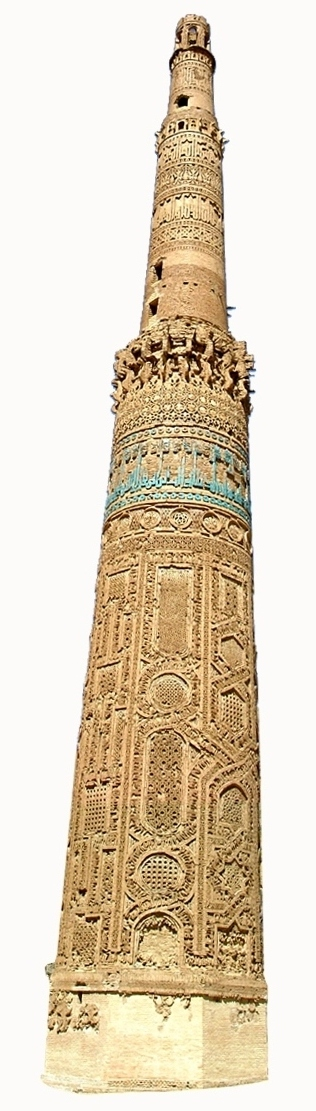
منار جام (ارتفاع: ۶۵ متر؛ عرض: ۹ متر) در ولایت غور، اثری بجای‌مانده از عصر غوریان در سدهٔ دوازدهم میلادی

از آثار بجای‌مانده از عصر غوریان در افغانستان، منار جام در ولایت غور است که در سدهٔ دوازدهم میلادی، در عصر سلسلهٔ غوریان بنا شده و گمان می‌رود این منار یا بُرج پیروزی نمایانگر شهر فیروزکوه، پایتخت سلسلهٔ غوریان باشد. منار جام ۶۵ متر ارتفاع داشته و متشکل از یک قاعده هشت ضلعی است که ۹ متر عریض بوده و ۴ استوانه مخروطی مانند در بالای آنست. در اینجا یک راهزینه دوگانه درداخل قاعده و استوانه اولی است. تمام برج که از خشت پخته ساخته شده، در بیرون بواسطه خشت‌کاری تزئینی پوشانیده شده، به‌شمول شبکه‌کاری‌های که تشکیل‌کننده کتیبه‌ها و سوره ۱۹ قرآن (مریم) است. در همسایگی جام یک‌تعداد زیاد استحکامات و برج‌ها کشف شده‌است. این‌ها شاید بخشی از کارهای دفاعی محافظت‌کننده قلب سرزمین امپراتوری غوری باشد. در سال ۲۰۰۲، مرکز حفظ میراث جهانی یونسکو خواستار ثبت این منار در فهرست میراث فرهنگی جهان شد. یکی از آثار بزرگ غوری‌ها، مسجد جامع بزرگ هرات است. این مسجد شامل قبر غیاث‌الدین محمد غوری نیز است که در ۳–۱۲۰۲ در هرات می‌میرد. یادگار مهم دیگر مدرسه شاهی مشهد در شمال‌شرق هرات به‌امتداد ساحل چپ رود مرغاب است. بقایای غوری‌ها یا حداقل تعمیرات مربوط به زمان غوری‌ها در بامیان (شهر ضحاک و شهر غُلغُله) و در چشت غرب هرات نیز تشخیص شده‌است. یک منار مشهور از این‌زمان، منار دولت‌آباد در شمال بلخ است که در اوایل سدهٔ ۱۲ ساخته شده‌است. بالاخره کمان (تاق) مشهور بُست نیز می‌تواند مربوط به دوران غوری‌ها باشد. این ساختمان در پای ارگ بُست برافراشته شده و شاید مدخلی برای یک مسجد بزرگ یا خود ارگ باشد. تزئینات این کمان با منار دولت‌آباد قابل مقایسه‌است.
دورهٔ تیموریان ۷۷۱ – ۹۱۱ ه‍.ق/۱۳۷۰–۱۵۰۶ م) به رغم نابسامانی و منازعات داخلی و خارجی، دوره رونق فرهنگ، هنر، ادبیات، تاریخ، ریاضی و نجوم بود. دربار هرات به‌سبب هنرپروری و هنرمندی فرمانروایان تیموری، محل تجمع و آمد و شد هنرمندان و ادیبان برجسته بود. تیمور با اینکه بسیار خونریز بود ولی به دانش و هنر علاقه نشان می‌داد. از این‌رو هنرمندان و صنعتگران از کشتارهایش در امان بودند. فرزند او شاهرخ و نوه‌هایش الغ‌بیگ، بایسنقر میرزا و ابراهیم میرزا نیز این سیاست را پی‌گرفتند. هنر نقاشی و خوشنویسی در دوره تیموری به شکوفایی قابل توجهی دست یافت.
فرمانروایی شاهرخ را سرآغاز یک عصر جدید و تجدید حیات در بعضی از انواع هنر معرفی کرده‌اند. در کتاب‌های پدیدآمده در این دوره شامل نفیس‌ترین مینیاتورها و استادانه‌ترین خوشنویسی‌ها هستند که به زیبایی تمام صحافی و جلدآرایی گشته‌اند. پاره‌ای از زیباترین نقاشی‌ها، ریشه در مکتب هرات دارند که به‌طور کامل با حمایت شاهزاده‌های تیموری در شهر هرات شکل گرفت و استاد بزرگ نقاشی یعنی کمال الدین بهزاد برخاسته از چنین مکتبی است. خطوط زیبای فارسی نظیر خط نستعلیق در دوره جانشینان تیمور شکل گرفت و آخرین مراحل تکاملی اش را در این دوره طی نمود. همچنین پاره‌ای از زیباترین آثار معماری ایرانی در این دوره به وجود آمد که از آن جمله می‌توان به مسجد گوهرشاد در مشهد و مسجد جامع گوهرشاد در هرات اشاره کرد. سلطان حسین بایقرا از فرمانروایان متاخر تیموری نیز حامی هنرها، علوم و ادبیات بود. ابوسعید پادشاه توانا، با کفایت، هنردوست این خاندان نیز خود هنرمندی قابل بود. میراث فرهنگی و هنری تیموریان در دوران صفویان|صفوی در ایران و گورکانیان در هند پی گرفته شد.

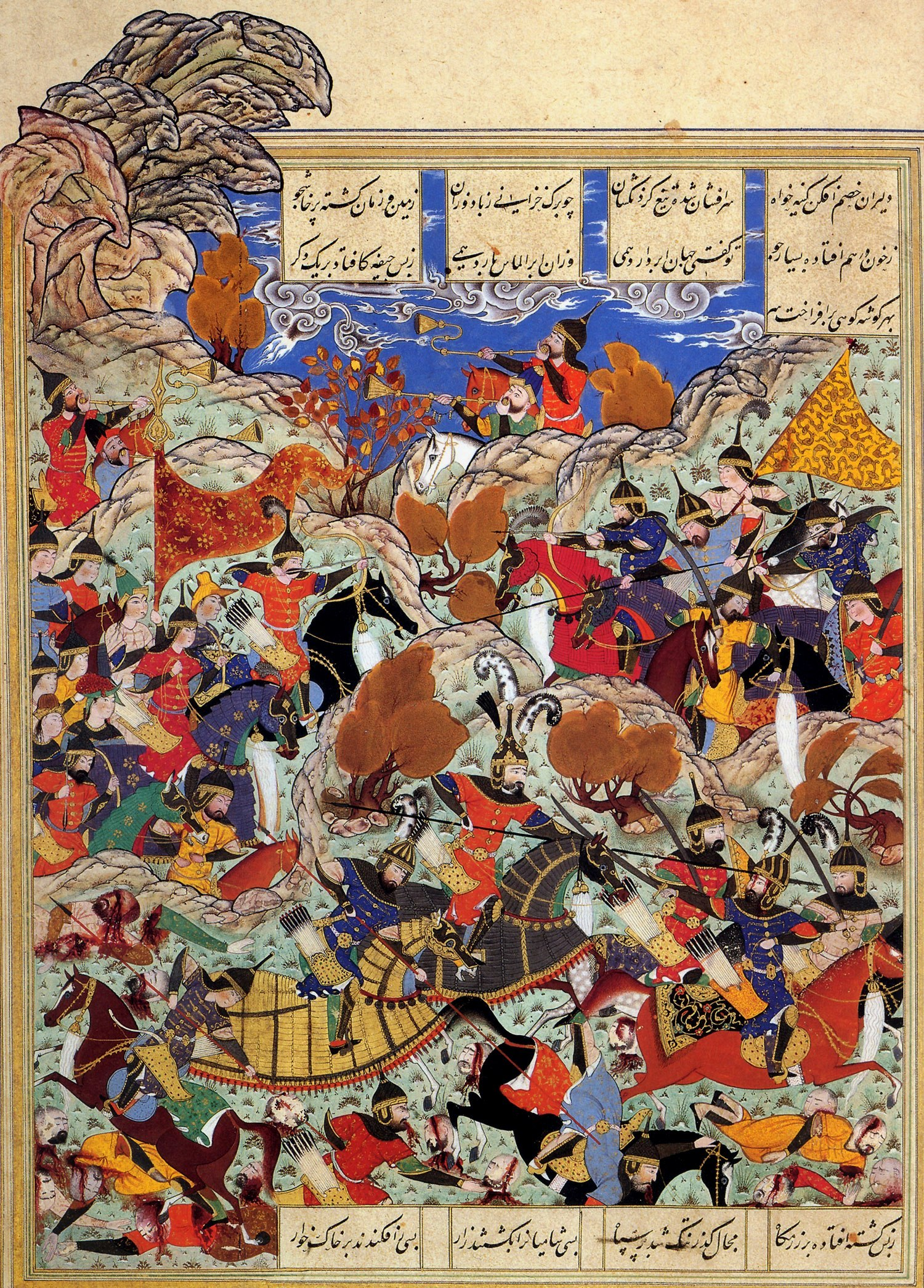
برگی از هنر نگارگری (مینیاتور) توسط کمال‌الدین بهزاد، نگارگر عصر تیموریان و اهل هرات، که صحنه‌ای از نبرد بین تیمور و سلطان مصر را نشان می‌دهد، کاخ گلستان در تهران

بلخ: شهری باستانی که با دیوارهای بلند دفاعی محاط بوده و توسط دژ بالاحصار واقع در شمال آن مستحکم می‌شده‌است. آثار تاریخی که در احاطهٔ این دیوارها قرار دارند عبارتند: از تپه زرگران، تپه‌ای مصنوعی که قدمت آن به سدهٔ دوم پیش از میلاد برمی‌گردد مقبرهٔ کاشی‌کاری‌شدهٔ خواجه ابونصر پارسا از جمله بناهای تاریخی بجای‌مانده از عصر تیموریان، متعلق به سال ۱۴۶۰/۶۱ میلادی است، و مدرسه سید سبحان‌قلی‌خان، متعلق به سدهٔ هفدهم، که از آن تنها یک ایوان (درگاه قوسی) با مقداری تزئینات باقی مانده‌است. آثار تاریخی دیگر در جنوب بلخ عبارتند از: تخت رستم، و مسجد نه‌گنبد (حاجی پیاده یا نوبهار باستان) که در نیمهٔ سدهٔ نهم میلادی به سبک سامانی بنا شده و یکی از نخستین بناهای اسلامی در افغانستان است.
غزنی: از شهرهای تاریخی افغانستان است و زمانی پایتخت غزنویان و غوریان (سده‌های یازدهم تا سیزدهم میلادی) و بعدها تیموریان (سده‌های پانزدهم تا شانزدهم میلادی) بود. در زمان سلطان محمود و پسرش سلطان مسعود غزنوی به مرکز سیاسی و فرهنگی آسیای میانه و هند تبدیل می‌شود. آثار آن را می‌توان در تعداد زیادی از ویرانه‌های بناهای یزرگ و عظیمی نشان داد که هنوز در اطراف و محلات غزنی پراکنده‌اند. مؤلفین اولیه اسلامی عصر غزنویان، از تعداد زیاد باغ‌ها، مساجد، منارها، مدرسه‌ها و قصرهای غزنی یاد می‌کنند. چیزهای زیادی از غارت در امان نمانده، اما حوزهٔ وسیعی از ویرانه‌های بناهای تاریخی، بین شهر کهنهٔ غزنی، که با حصاری احاطه شده، و روستای روضه واقع بر روی یک تپه، هنوز وجود دارد. دو منار بلند بجای‌مانده از دورهٔ غزنویان از ارزشمندترین این بناهاست که هنوز در وضع خوبی پابرجاست. هر دو منار از خشت پخته و در بالای پلان یک ستاره هشت ضلعی ساخته شده‌است. یکی از این‌ها توسط سلطان مسعود (مسعود سوم) ساخته شده و دیگری در جوار او توسط بهرامشاه اعمار گردیده‌است. آثار معماری اولیه اسلامی، که مشابه آن در شمال افغانستان و ترکستان نیز یافت می‌شود، در غزنی خودنمایی می‌کنند. قصر مسعود سوم مجموعه‌ای وسیع از چهار ایوان، یک مسجد و چند شبستان است. تزئینات باشکوه، از خشت پخته و گچ، با رنگ‌های روشن رنگ‌آمیزی شده‌اند. نقش‌های هندسی و متن‌های فارسی حک‌شده از ابتکارات غزنویان بوده که اوج شکوه و شوکت آنان را نشان می‌دهد. برخی از قطعات آن به موزیم کابل انتقال داده شدند. بسیاری از آرامگاه‌های شخصیت‌های مهم غزنوی در اطراف شهر پراکنده‌اند، که از آن جمله می‌توان به مقبرهٔ سَبُکتِگین، مقبرهٔ شاهِ شهید و آرامگاه سلطان محمود غزنوی (که ارزشمندترین آنهاست) و باغ آن که امروزه روضه نامیده می‌شود، اشاره کرد. تعداد زیادی ابزار بُرُنزی و سُفالی نیز در اطراف و محلات غزنی کشف شده‌اند.
لشکری بازار: پایگاه باستان‌شناسی لشکری بازار که امروزه در منطقه‌ای بیابانی در امتداد سواحل رود هلمند، در بین بُست و لشکرگاه (مرکز ولایت هلمند) واقع است، در عصر غزنویان و غوریان و حتی بعد از آن مجموعه‌ای از قصرها، مسجد، و بناهایی همچون بازار و کارگاه‌های صنعتگران و هنرمندان را در خود جای داده بود که هنوز بقایای آن به‌شمول قصرهای متعدد مانند غزنی توسط حیاط‌ها با ایوان‌ها و مجسمه‌های گچی و نقاشی دیواری تزئین‌کننده دیوارها امروز دیده می‌شود. بازهم مانند غزنی، مواد تعمیراتی عمدتاً خشت بوده و خشت‌ها به عنوان یک اثر تزئیناتی بسیار مرغوب بکار رفته‌است. بزرگ‌ترین و جنوبی‌ترین سه قصر تشکیل‌کننده یک مستطیل حدود ۱۰۰ در ۲۵۰ متر است. اتاق‌های قصر بدور یک حیاط مستطیلی قرار دارد که در هر چهار جانب بواسطه یک ایوان جابجا شده در وسط هر جانب قراردارد. نقاشی‌های گچی و رنگی بالای دیوارها و پایه‌ها نشاندهنده محافظین کاملاً مسلح دربالای یک زمینه گل‌ها، حیوانات و مایه‌های دیگراست. دیوارهای با برج‌های نیم‌دایروی تقریباً تمام مجموعه را احاطه نموده‌است.
هرات: شهری بزرگ است، که بخش قدیمی آن (شهر کهنه) توسط بقایای دیوارهای عظیم گِلی احاطه شده‌است. بناهای پابرجا که در احاطهٔ این دیوارها قرار دارند عبارتند از: قلعهٔ اختیارالدین، دژی از خشت پخته، متعلق به سدهٔ پانزدهم میلادی، که بر روی یک بلندی قرار دارد، و مسجد جامع، که اگرچه قسمت اعظم آن نوسازی شده، نمونه‌هایی برجسته از تزئینات اسلامی، از خشت‌کاری‌های غوری متعلق به سدهٔ دوازدهم میلادی تا کاشی‌کاری‌های تیموری متعلق به سدهٔ پانزدهم و شانزدهم میلادی است.

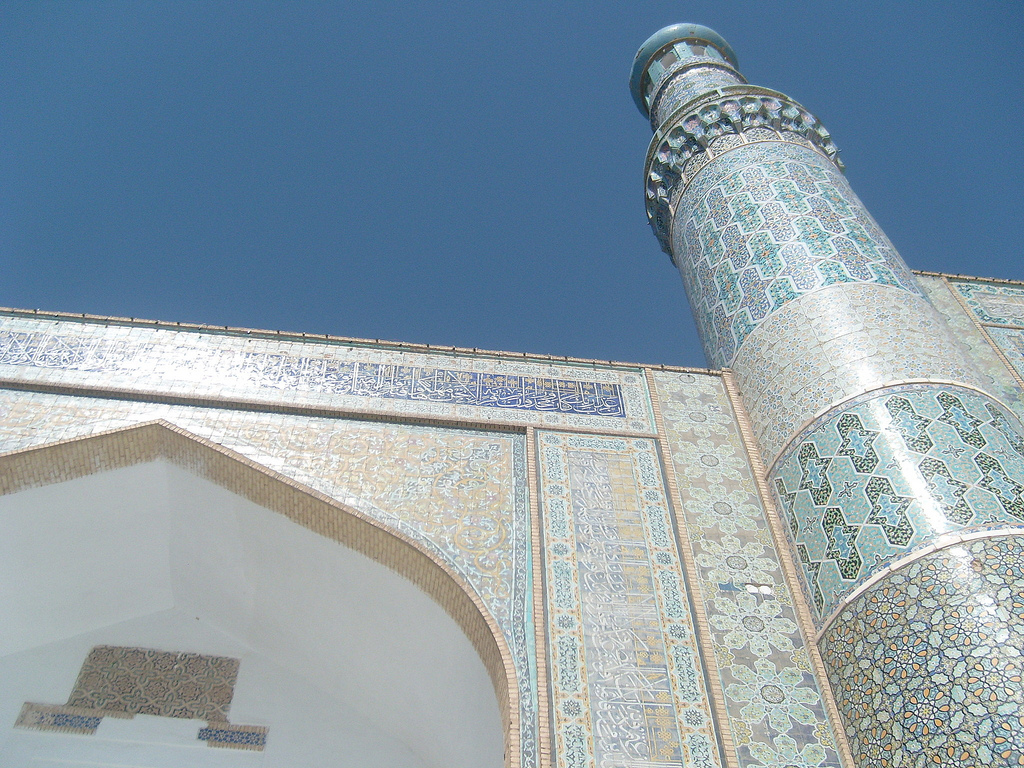
مسجد جامع هرات، اثری بجای‌مانده از دوران غوریان و تیموریان

با این وجود، بناهای مهم شهر خارج از این دیوارها واقع هستند. درست در بخش شمالی این دیوارها کُهندِژ قرار دارد، که احتمالاً بقایای سدهٔ سیزدهم این شهر است. در بالای آن، بُقعهٔ شاهزاده ابوالقاسم واقع بوده، که یک زیارتگاه بجای‌مانده از عصر تیموریان متعلق سدهٔ پانزدهم است. کمی آنطرفتر بسوی شمال، مسجد گوهرشاد و شش منارهٔ بسیار ظریف کاشی‌کاری‌شده از خشت فاینز (faience) و متعلق به سده‌های چهاردهم و پانزدهم میلادی دیده می‌شود. همگی این‌ها بقایای مجموعه‌ای از سه بنای بجای‌مانده هستند: مصلای گوهرشاد، مدرسهٔ سلطان حسین بایقرا، و بقعهٔ میرِ شهید یا عبدالله الولید، بنایی گنبدی متعلق به سال ۱۴۸۵/۶، واقع در ۲۰۰ متری جنوب‌غرب دیوارهای شهر.
در اوایل سدهٔ نوزدهم، منشوری با خط میخی از دورهٔ هخامنشیان و نشان‌ها و گوهرهایی از دورهٔ ساسانیان به‌طور تصادفی در هرات پیدا شده‌است.
کابل: شهری است بزرگ که بخاطر نوسازی‌های اخیر بر روی بناهای تاریخی، ویژگی و گستردگی آن نامشخص است. کابل در میان سه کوه شیردروازه، آسمائی و مَرَنجان واقع است. تنها بقایای موجود بالاحصار کابل و دیوارهای شهر بر روی تپهٔ شیردروازه است که مجموعه‌ای است از دژهای سنگی و گِلی و احتمالاً متعلق به عصر هپتالیان که بر روی آن نوسازی‌های گسترده صورت گرفته‌است. دیوارهای شهر در اصل تا پهنای کوه آسمائی و دشت اطراف دِه‌افغانان نیز امتداد می‌یافتند، و شش دروازه داشتند. در کابل شمار زیادی آثار تاریخی چشمگیر به‌طور تصادفی به‌دست آمده‌اند، از آنجمله آثار بودایی است که در سال ۱۹۰۵ در زیارت خواجه صفا در شیردروازه کشف شده‌اند، و قریب به ۱۰۰۰ سکهٔ یونانی و هخامنشی که در سال ۱۹۳۳ توسط کارگران ساختمانی در چمن حضوری به‌دست آمده‌اند.
مزار شریف: زیارتگاه علی بن ابی‌طالب (مسجد کبود یا روضهٔ شریف) از ارزشمندترین نمونه‌های معماری اسلامی شهر مزار شریف است که در دورهٔ سلطان حسین بایقرا بنا شده و در سال‌های اخیر نوسازی‌ها و تزئیناتی در ایوان ورودی و دیگر بخش‌ها صورت گرفته‌است. در قسمت جنوب‌غربی روضه گنبد و ایوان (بارگاه) بزرگی دیده می‌شود که احتمالاً متعلق به عصر تیموریان است. در داخل رواق کوچکی، در سمت چپ درب ورودی، سنگ قبری تزئین‌شده از مرمر وجود دارد که احتمالاً از عصر غزنویان است.

## قالی‌بافی

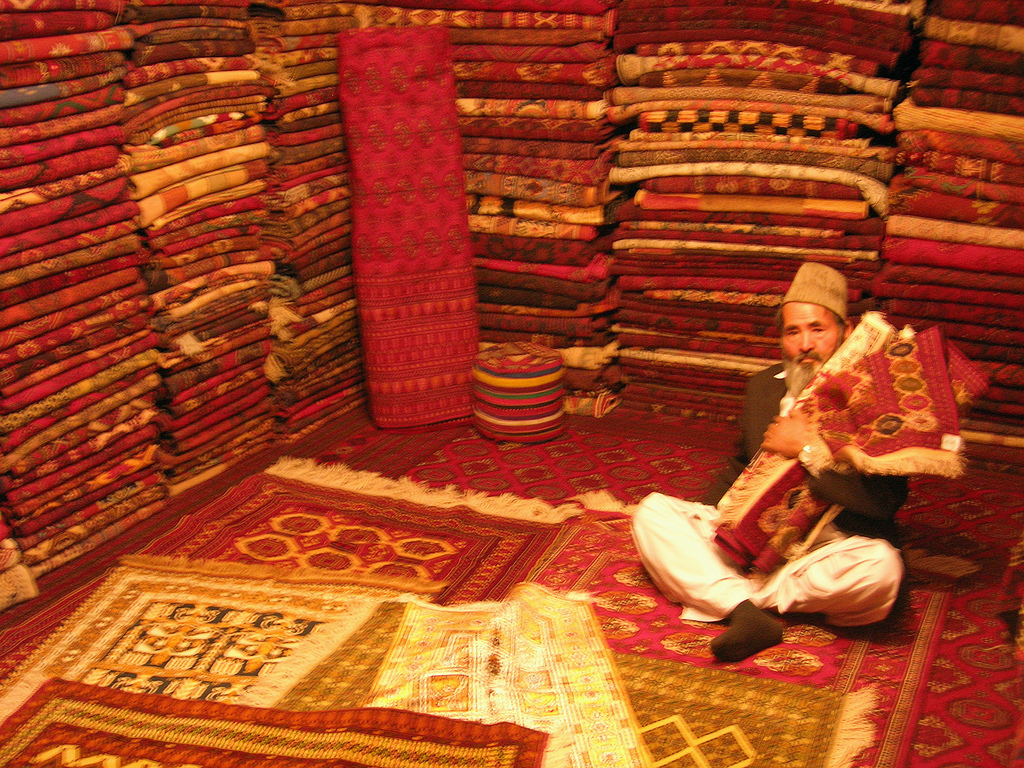
یک دکان قالی‌فروشی در کابل

پیشینهٔ دقیق قالی‌بافی معلوم نیست و تا آنجا که دانسته شده‌است به هزارهٔ پنجم و ششم پیش از میلاد در آسیای مرکزی برمی‌گردد. قالی پازیریک (به انگلیسی: Pazyryk Rug) قدیمی‌ترین فرش دنیا است که در سال ۱۳۲۸ (خورشیدی) (۱۹۴۹) توسط سرگی رودنکو، باستان‌شناس روس در دره پازیریک در کنار اشیاء باستانی دیگری در در گور یخ‌زدهٔ یکی از فرمانروایان سکایی کشف شد.
ارزش و اعتبار قالی افغانستانی را می‌شود از پیوند قدیمی و گسترده‌اش با بخش‌های متفاوت زندگی افغان‌ها پی برد. گاهی که شاهان این مرز و بوم هدیه ارزشمندی به همتایان خود می‌داده‌اند، به سراغ قالی می‌رفته‌اند و دوشیزگان دم بخت و نازدانه، قالی را مهم‌ترین بخش جهیزیه و ابزار شکوه عروسی خود می‌دیدند.
با آن که قالی افغانستانی در بافت و ظرافتش شهرهٔ جهان است، در افغانستان هنوز از کارخانه‌های بزرگ تولیدی این فرش گران‌بها خبری نیست، بلکه قالی در خانواده توسط کودکان و زنان بافته می‌شود. این خانواده‌ها قالی بافی را بیشتر، راه درآمد و تأمین مصارف روزمرهٔ زندگی می‌دانند، تا هنر. نبود برق و اجازه نداشتن زنان در خانواده‌های سنتی برای انجام کار در بیرون از خانه، عوامل اصلی نبود قالیبافی‌های بزرگ عنوان می‌شود.
مناطق مرکزی و شمال افغانستان، از گذشته تا امروز، مهم‌ترین مراکز تولید قالی این کشور شمرده می‌شوند.
قالی افغانستانی، در بیشتر از سی طرح و نوع بافته می‌شود که ترکمنی، قزاق، بامیانی، مزاری، آقچه، جوزجانی و چوب‌رنگ، معروف‌ترین و ظریف‌ترین سبک‌های آن هستند.

## پوشاک

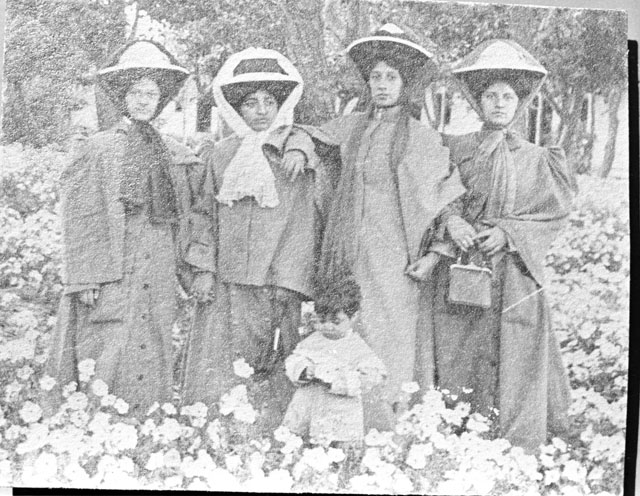
زنان افغان در سال ۱۹۲۰ میلادی

آمیزشی از قوم‌ها و قبیله‌های گوناگون در جغرافیای طبیعی متنوع افغانستان عمدتاً در شهرهای کوچک، روستاها و خیمه‌های عشایری زندگی می‌کنند. حدود ۲۴ درصد از این مردمان در روستاها به‌سر می‌برند. پوشاک سنتی بازتاب‌کنندهٔ این تغییرات جغرافیایی و مسکونی و همچنین بیان‌کنندهٔ هویت فردی و گروهی، اجتماعی و اقتصادی، مراحل چرخهٔ زندگی، و تغییر روندهای اجتماعی و سیاسی است، که در نهایت به خلق سبک‌های جدید، و تبادل انواع پوشاک منجر می‌شود.
سرپوش:
یکی از مشخص‌ترین پوشاک افغان‌ها نوعی دستار یا لُنگی (عمامه مانند) است، که در بین فارسی‌زبان‌ها «لنگوته» (واژه‌ای هندی) یا «دستار» و در بین پشتون‌ها «paṭkay» یا «pagṛi» یاد می‌شود، و طول آن بسته به نحوهٔ قدکردن (تاکردن) از ۳ تا ۶ متر می‌رسد. در مناطق قبایلی و روستایی، نوجوانان با پوشیدن لنگوته در واقع نشان می‌دهند که به سن بلوغ رسیده‌اند. در زیر دستار نوعی کلاه با اشکال و طرح‌های تزئینی متنوع پوشیده می‌شود. در بین مردم تاجیک و اُزبک، نوعی کلاه استوانه‌شکل و ابریشم‌دوزی‌شده مرسوم است. مردم هزاره نوعی کلاه عرقچین می‌پوشند که از پارچهٔ چیت یا نمد بافته می‌شود. کلاه‌های مردانهٔ دیگر نوعی کلاه پوستی (به ترکمنی: تیلپَک) است که از پوست گوسفند ساخته می‌شود و در بین مردم ترکمن مرسوم است. مردم قرقیز نوعی کلاه لحاف‌دوزی‌شدهٔ گِرد از پوستین می‌سازند و مردم نورستان هم نوعی کلاه پشمی با سرپوشی مسطح و لبه‌های خمیده می‌پوشند که به «پَکول» معروف است. در بین پشتون‌های قندهار یک نوع کلاه یخک‌دوزی‌شدهٔ استوانه‌شکل مرسوم است؛ نوعی کلاه با رنگ‌دانه‌های شیشه‌ای براق نیز در قندهار بافته می‌شود. پشتون‌های شرقی شینواری، نوعی کلاه مخروطی (به پشتو: دَروزَو خولَی) از کاه گندم می‌پوشند و همچنین در بین مردمان باشندهٔ کوه‌های بلند مناطق شمال شرقی، کلاه‌های نَمَدی گِرد مرسوم است. مردم بلوچ هم از قطعات شیشه در طرح کلاه استفاده می‌کنند. کلاه قره‌قولی که از پوست قره قول ساخته می‌شد، و در اوایل سدهٔ بیستم در بین قشر تحصیل‌کرده افغان مرسوم بود، دیگر از مُد افتاده‌است.
تن‌پوش:

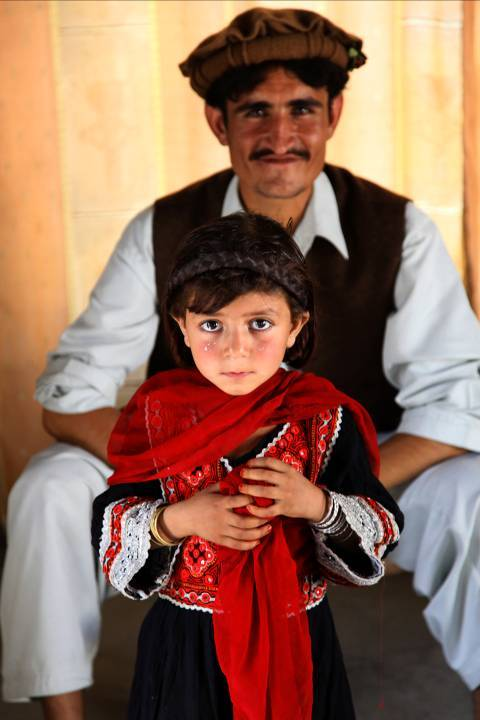
نمونه‌ای از کلاه پَکول که در مناطق شمال‌شرقی افغانستان رایج است.

تن‌پوش اصلی برای مردان، بانوان و کودکان نوعی پیراهن گشاد و آستین بلند است که از پنبه تهیه می‌شود و بر روی شلواری گشاد که «اِزار» یا «تُنبان» نامند، پوشیده می‌شود و شلوار را توسط بندی («اِزاربند») جمع و محکم می‌کنند. پیراهن مردان («کورتی» هم نامند) معمولاً فاقد یقه (یَخه) بوده و بر روی یک شانه دکمه دوخته شده، و طول آن از منطقه‌ای به منطقهٔ دیگر تغییر می‌کند، و ممکن است از زانو تا ساق پا یا پایینتر برسد. جلیقه، که «واسکَت» (شکل شکستهٔ واژهٔ انگلیسیِ Waistcoat) نامیده می‌شود، در همه جا متداول است و از مخمل سیاه و سرخ‌رنگ تهیه می‌شود و در قندهار و در بین کوچی‌های دیگر پشتون، بر روی جلیقه قیطان‌های طلایی می‌بافند و آن را «سَدری» می‌نامند. پوشاک مردم نورستانی مشخص‌ترین پوشاک در افغانستان است. مردان نورستانی شلوارهای سفید پشمی می‌پوشند که طول آن تا زانوی پا می‌رسد و در زبان کامویری رایج در منطقهٔ کامدیش «viṭ» نامیده می‌شود و بر روی ساق‌پوشی بلند و سیاه‌رنگ شبیه puttee «پاتَو» (ساق‌پوش سربازان در زبان هندی) پوشیده می‌شود. این ساق‌پوش و یک نوع جوراب پشم‌باف تزئین‌شده با طرح‌های سنتی مناطق هزاره‌نشین، از پوشاک پای محلی افغانستان شمرده می‌شوند. نوعی کمربند («mālāa niśte») که با نقره آذین داده می‌شود و برای حمل خنجر («کاتره») پوشیده می‌شود هم منحصر به منطقهٔ نورستان است. بانوان نورستانی نوعی ساق‌پوش زیر دامن یا جامه‌ای (bāźü) بلند و فراخ می‌پوشند که با کمربندهای بافته‌شده (niśte) جمع می‌شود و در پشت شانه‌ها و پایین آستین با ترکیبی از تکه‌دوزی‌های سرخ و سیاه تزئین داده می‌شود. این نوع ساق‌پوش منحصر به منطقهٔ نورستان است و در هیچ جای دیگر افغانستان یافت نمی‌شود.
پاپوش:
کفش پلاستیکی با رنگ و طرح‌های گوناگون، در سرتاسر افغانستان متداول است، و در بسیاری از مناطق نوعی دمپایی چرمی که «چَپلی» نامند، مرسوم است. در پکتیا هم نوعی دمپایی ساخته‌شده از حصیر («چَپلی مزاری») می‌پوشند. در نورستان نوعی دمپایی به نام (vācó) و چکمهٔ چرمی زانوبلند (chamūs)، یا با کف نرم (māsī) که در بین مردمان ترک‌زبان شمالی مرسوم است. «کلاوش» هم نوعی کفش است.

## آشپزی

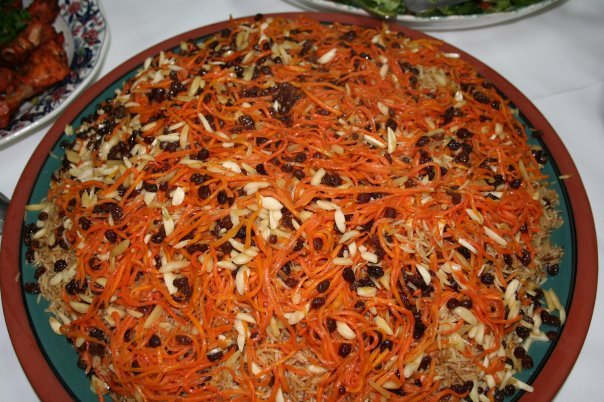
قابلی پلو یکی از انواع پلو است که در پخت آن از برنج، کشمش، زردک (هویچ)، گوشت و خلال پسته و بادام استفاده می‌شود.

سنت‌های مختلف در هنر آشپزی افغانستانی بخشی جدایی‌ناپذیر از رسم ریشه‌دار مهمان‌نوازی افغان‌ها را تشکیل می‌دهند. غذا ابزاری است برای نشان‌دادن خصلت‌های معنوی و شیوهٔ زندگی مردم و رسم آبروداری، همسایه‌داری و ازخودگذشتگی. همهٔ رویدادهای خوش زندگی، و همچنین تغییرات فصل‌ها، همگی در بزم‌های فامیلی جشن گرفته می‌شوند.
ویژگی‌های آشپزی هر منطقه بازتاب‌کنندهٔ تنوع جغرافیایی و قومی افغانستان است و در مجموع با آشپزی آسیای مرکزی، ایران، و پاکستان اشتراکات فراوانی دارد. ترکیب گروه‌های غذایی گوناگون غلات، حبوبات، سبزی‌ها و پروتئین‌های گیاهی و حیوانی در همه غذاها دیده می‌شود.
نان در شکل‌ها و اندازه‌های مختلف از آرد گندم، جو یا ذرت (جواری) طبخ می‌شود و انواع مختلفی دارد که بر اساس آداب اقوام مختلف متفاوت است و هریک به تناسب و فراخور اقلیم مردم منطقه طبخ می‌شود. انواع نان در افغانستان عبارتند از: نان خاصه، نان چپاتی، نان رُت، نان روغنی، نان لواشه، نان اُزبکی، نان تاوگی، نان پرکی و غیره. نان معمولاً بر دیوارهٔ تنور گِلی طبخ می‌شود.

### انواع غذاهای افغانستانی
- انواع پلو و چلو:
  - قابُلی پَلَو: یک از انواع پلو مشهور در افغانستان است و تقریباً اکثر کشورهای همسایه با نام آن آشنا هستند. از برنج باریک، گوشت یخنی گوسفند، زردک (هویچ)، کشمش، و خلال پسته تهیه می‌گردد.
  - کِچِری قُروت: یکی از غذاهای مشهور افغانستانی است که اکثراً در زمستان پخته می‌شود. روز اول زمستان مردم صندلی (کُرسی) یا بخاری می‌گذارند و کچری قروت می‌پزند. در پُخت کچری قروت از برنج لک، قُروت (کشک) و کوفته استفاده می‌شود.
- انواع خورِش: خورش‌ها معمولاً ترکیبی از گوشت، سبزیجات خشک یا تازه و حبوباتی چون نخود و لوبیا هستند و قورمه (برگرفته از واژهٔ تُرکی قاوورماق) نامیده می‌شوند و معمولاً با نان یا پلو سِرو می‌شوند. در برخی از چای‌خانه‌ها، نوعی خورش گوشت به نام چاینکی متداول است که در چاینک (قوری) و بر روی زغال طبخ می‌شود. انواع دیگر خورش‌ها:
  - قورمه سبزی که از گوشت قرمز، پیاز، اسفناج و جعفری و لوبیا تهیه می‌شود.
  - خورش لَوَنگ که در هرات متداول است و از گوشت قرمز، پیاز، سیر، قروت ساییده‌شده (کشک) و رب رومی تهیه می‌شود.
- انواع کباب: یکی از معروفترین خوراک‌هاست و مورد علاقهٔ مردم آسیای میانه و خاورمیانه است که در تهیه و پخت بیشتر کباب‌ها از گوشت قرمز استفاده می‌شود و همچنین در اکثر کباب‌ها از پیاز و ادویه‌جات استفاده زیادی می‌شود. معروفترین انواع کباب عبارتند از:
  - سیخ‌کباب که در تهیهٔ آن کباب را به سیخ فلزی یا چوبی کشیده و در برابر آتش مستقیم قرار می‌دهند تا پخته شود.
  - شامی‌کباب از گوشت بدون استخوان، پیاز، تخم مرغ، آرد، نمک و ادویه‌جات تهیه شده و در روغن سرخ می‌گردد.
  - چَکلی‌کباب از گوشت قرمز، پیاز، دنبه، سیر، فلفل و نمک تهیه شده و در روغن سرخ می‌گردد.
- شولهٔ غوربندی: در ولسوالی غوربند ولایت پروان شوله‌ای پخته می‌کنند که به نام «شولهٔ غوربندی» یاد می‌شود. این شوله را از برنج، ماش و قورمهٔ لَپه‌دار و گوشت گوسفند تهیه می‌کنند.
- آش: یکی از از غذاهای سنتی است که تقریباً در تمام افغانستان و ایران پخته می‌شود. آش از سبزیجات، حبوبات و رشته و کشک تشکیل شده و از سیر داغ، پیاز داغ و نعناع داغ برای تزیین آن استفاده می‌کنند.
- آشَک: نوعی غذا محلی است که با استفاده از خمیر گندم و گندنه (تره) تهیه می‌شود.
- مَنتو: یکی از خوراکه‌های خوشمزه افغانستانی است که در بخار آب پخته می‌شود. مَنتو یکی از معروفترین غذاهای مورد علاقه مردم آسیای میانه نیز می‌باشد. در تهیه و پخت آن، خمیر منتو را به شکل دایره‌های کوچک می‌بُرند و از گوشت گوسفند، پیاز، سیر، گشنیز و فلفل سیاه (فلفل سیاه) پُر نموده و در ظرف مخصوص می‌چینند و معمولاً با ماست سِرو می‌کنند.
- بولانی: یکی از غذاهای مشهور افغانستانی است که خمیر گندم زغاله شده را گندنه یا کچالو (سیب زمینی) پُر نموده به شکل نیم‌دایره در تابه انداخته در روغن سرخ می‌کنند. بولانی را در تنور نیز طبخ می‌کنند که به نام بولانی تندوری یاد می‌شود.
- بادمجانِ بورانی: خوراکی است از بادنجان که با چکه سِرو می‌شود.
- انواع تُرشی و چَتنی: از چاشنی‌هایی است که در تهیهٔ آن سبزیجاتی مانند |فلفل|فلفل سرخ، گشنیز، بادنجان رومی (گوجه فرنگی)، پیاز، یا میوه‌جات را در محلول سرکه قرار می‌دهند. از آب نارنج نیز برای طعم دادن به پلو و کباب‌ها استفاده می‌شود.
- قیماق یا سرشیر: از لبنیات است که از چربی شیر تشکیل شده و هنگام میل صبحانه با شکر یا عسل یا مربا سِرو می‌شود. از قیماق در تهیهٔ یک نوع نوشیدنی لبنی به نام قیماق‌چای یا سرشیرچای نیز استفاده می‌شود که در تهیهٔ آن ابتدا چای سبز را جوشانده و سپس به آن قیماق، هِل و شکر اضافه می‌کنند. گفتنی است که قیماق واژه‌ای ترکی است و فارسی آن سرشیر می‌باشد.
- دوغ: گونه‌ای نوشیدنی لبنی است که در تهیهٔ آن ابتدا ماست ترش را خوب هم می‌زنند، سپس مقداری آب، نمک، نعنا یا بادرنگ (خیار) به آن اضافه می‌کنند. دوغ معمولاً در تابستان نوشیده می‌شود.

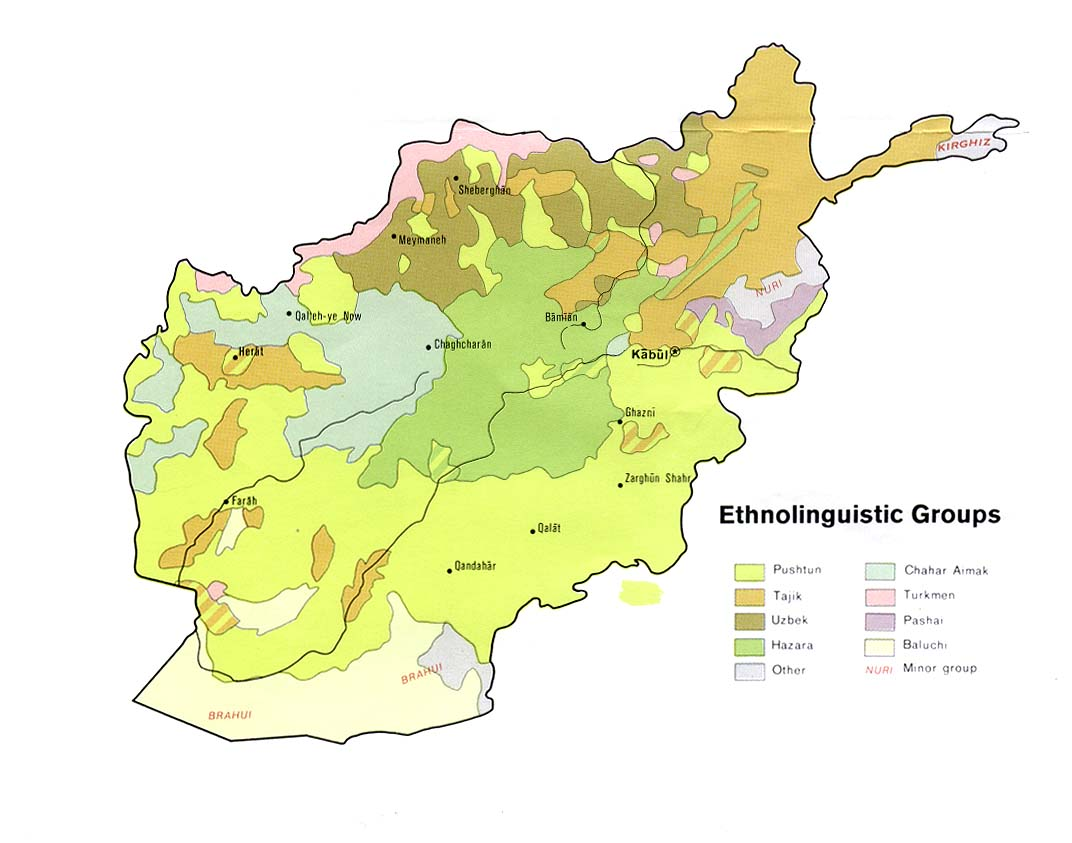

## زبان‌ها
افغانستان از دیرباز گذرگاه و محل برخورد و آمیزش قوم‌های گوناگون بوده‌است. تجمع تشکل‌های نژادی - قومی در این سرزمین، شکل ویژه‌ای به ساختار اجتماعی، فرهنگی و سیاسی آن داده‌است. این اقوام به زبان‌ها و گویش‌های گوناگونی که به ۳ یا ۴ خانواده از زبان‌های عمدهٔ هندوایرانی، اورالی - آلتایی، دراویدی و احیاناً سامی تعلق دارند، صحبت می‌کنند. دو زبان اصلی مردم افغانستان فارسی دری و پشتو، هر دو از شاخهٔ ایرانیِ خانوادهٔ هندواروپایی است و در قانون اساسی جدید افغانستان نیز، هر دوی این زبانِ رایج، به عنوان زبان‌های رسمی پذیرفته شده‌است. بیش از نیمی از مردم افغانستان فارسی‌زبان هستند، در حالیکه حدود۴۵٪ جمعیت به زبان پَشْتو، از گروه شرقی زبان‌های ایرانی سخن می‌گویند.اما زبان فارسی دری برای بیشتراز ۷۵٪مردم قابل فهم است که در مورد زبان پشتو این آمار بسیار کمتر است، همچنان در ولایت‌هایی که بیش از دوسوم مردم آن گویش‌ور زبانی دیگر باشند، آن زبان به عنوان زبان رسمی سوم تلقی می‌شود.
گویشوران زبان فارسی، مردمان تاجیک، هزاره، چهار ایماق و قزلباش هستند که عمدتاً در مناطق غربی، شمالی و مرکزی کشور زیست می‌کنند. زبان فارسی در نگارش‌های رسمی دولتی افغانستان با نام زبان دری یاد می‌شود، ولی مردم افغانستان در زبان گفتاری، زبان خود را با نام «فارسی» می‌شناسند. پشتو، زبان رسمی دیگر افغانستان از شاخهٔ ایرانی شمال شرقی است. گویشوران آن قوم پشتون می‌باشند و در افغانستان و پاکستان زندگی می‌کنند.
دوزبانگی در بین مردم افغانستان نسبتاً معمول است و پیوستگی زبان به گروه قومی خاص همیشه آشکار نیست. برخی از غیر پشتون‌ها، به عنوان مثال، به پشتو سخن می‌گویند، در حالی که تعداد زیادی از پشتون‌ها، به ویژه در مناطق شهری، یکی از لهجه‌های فارسی را قبول کرده‌اند.
زبان‌های هندواروپایی دیگر افغانستان، که توسط گروه‌های کوچکتر قومی کاربرد می‌شوند، شامل زبان‌های داردی غربی (پشه‌ای)، نورستانی، بلوچی، و تعدادی از زبان‌های هندی و پامیری هستند که گویشوران آن‌ها عمدتاً در دره‌های دورافتاده در شمال شرق این کشور زندگی می‌کنند. گویشوران زبان‌های ترکی، که شاخه‌ای از زبان‌های آلتایی هستند، مردمان ازبک و ترکمن هستند که از آخرین مهاجران تازه‌واردی می‌باشند که از استپ‌های آسیای مرکزی به مناطق شمالی افغانستان مهاجرت کرده‌اند. زبان‌های تُرکی شامل زبان‌های اُزبکی، ترکمنی و قرقیزی است که آخری در نقاط دوردست شمال‌شرقی کاربرد می‌شود. در افغانستان همچنین گروه‌های بسیار کوچک گویشور زبان‌های دراویدی وجود دارد که در مناطق دوردست جنوبی کشور ساکن هستند.

## شعر و ادبیات
برای زبان پشتو به ادبیات پشتو مراجعه کنید.

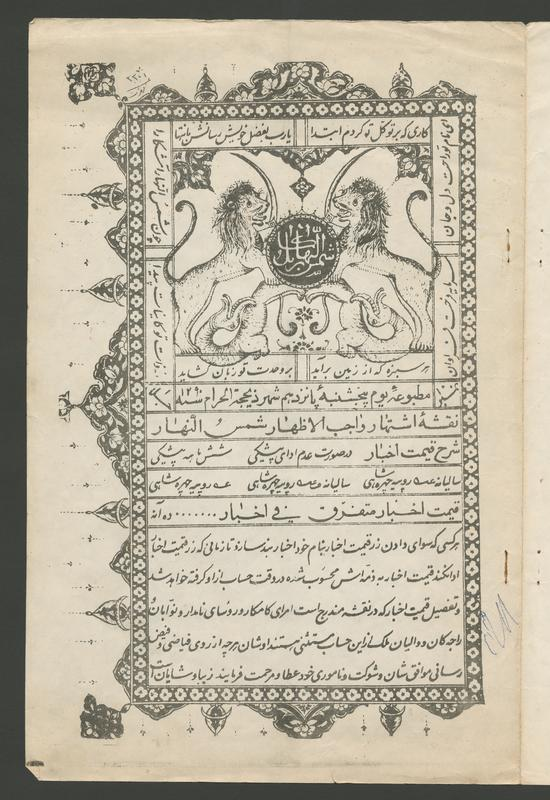
برگ نخست جریدهٔ شمس‌النهار، نخستین روزنامهٔ افغانستان که در زمان سلطنت امیر شیرعلی‌خان، بین سال‌های ۱۸۷۷–۱۸۷۳ به نشر می‌رسید.

در قانون اساسی ۱۳۴۳ خورشیدی / ۱۹۶۴ میلادی، نام‌های دری و پشتو به عنوان زبان‌های رسمی افغانستان آمده‌است. واژهٔ کهن دری به این معنی است که در نظر افغان ها، کشورشان مهد این زبان در نظر گرفته شده‌است. با توجه به این نکته ما می‌توانیم توسعه ادبیات دری یا «فارسی دری» را در واحد سیاسی به نام افغانستان در نظر بگیریم.
پس از قتل نادرشاه افشار (۱۱۶۰ ه‍.ق /۱۷۴۷ میلادی)، و تشکیل دولت مستقل افغان توسط احمدشاه دُرّانی (سلطنت ۱۱۲۶ش/۱۷۴۷م-۱۱۸۶ق/۱۷۷۲م)، خراسان (افغانستان امروزی) همچنان نقش دیرینهٔ خود را به عنوان مرکزیت ادبیات فارسی و انتقال‌دهندهٔ جریان ادبی بین فرارود (ماوراءالنهر) و هندِ گورکانی ادامه می‌داد. پیش از صفویان، ارتباط ادبی بین ایران و هند از طریق خراسان (افغانستان) و سیستان صورت می‌گرفت. تحولات سیاسی، هم در ایران و هم در افغانستان، بعد از قتل نادرشاه افشار، و در طی سده‌های ۱۹–۱۳ام میلادی، به کاهش و حتی قطع روابط ادبی افغانستان با ایران انجامید. اما نقش افغانستان در انتقال فرهنگ و ادبیات فارسی بین فرارود و هند تا حدود سال ۱۹۲۰/۱۳۳۸ ادامه یافت.
در دوره‌های یادشده، سبک هندی در ادبیات فارسی در فرارود، خراسان و افغانستان (که آن‌زمان مناطق غربی پاکستان و مناطق جنوبی و جنوب‌شرقی افغانستان امروزی را تشکیل می‌داد) نقش برجسته‌ای داشت. ابوالمعانی میرزا عبدالقادر بیدل دهلوی (۱۰۵۴–۱۱۳۳ / ۱۶۴۴–۱۷۲۰) در نظم و نثر از بهترین نمونه‌های سبک هندی و حتی بنیان‌گذار این سبک به‌شمار می‌آید. آثار وی در ماوراءالنهر و افغانستان، در میان خواص و عامهٔ مردم استمرار می‌یابد، چنان‌که برخی ترانه‌های عامیانهٔ مردم ماوراءالنهر و افغانستان برگرفته از اشعار بیدل است، ولی در سدهٔ ۱۲ و اوایل سدهٔ ۱۳ام هجری قمری در ایران فراموش می‌شود.
قُطب‌الارشاد به عربی و طریق الارشاد به فارسی، از آثار میا فقیرالله جلال‌آبادی شکارپوری (متوفی ۱۷۸۱/۱۱۹۵) است که همراه با مکتوباتش منابعی غنی از موضوعات عرفان و دائرةالمعارف دینی شمرده می‌شوند. از شیخ سعدالدین احمد انصاری کابلی (۱۱۴۰–۱۲۲۵ / ۱۷۲۷–۱۸۱۰) نیز معدن‌الاسرار، که تفسیری از قرآن است و تألیف آن در (۱۱۷۳ / ۶۰–۱۷۵۹) تکمیل شده، و همچنین حقائق‌المعارف، اثری منظوم به سبک مثنوی مولانا بلخی، و شورِ عشق، که یک دیوان شعر است و دو بار به چاپ رسیده، به جای مانده‌است.

محمود طرزی (۱۳۸۵–۱۲۸۲ ق. /۱۹۳۳–۱۸۶۵) به همراه همسرش، طرزی روزنامه‌نگار و روشنفکر افغانی بود.

در عصر تیمورشاه درانی (سلطنت ۱۲۰۷–۱۱۸۷ / ۹۳–۱۷۷۲)، فرزند احمدشاه، هنوز سنت‌های دیوانی و آرایه‌ها و پیرایه‌های دربارهای پیشین رعایت می‌شد. او با تکیه بر تاجیک‌ها، قزلباش‌ها و عناصر شهری و آنانی‌که به هویت ایرانی خویش پایبند بودند، کشور را اداره می‌کرد. تیمورشاه به شعر و شاعری علاقهٔ بسیار داشت و به پیروی از حافظ، بیدل و صائب غزل می‌گفت. علاقهٔ او به شعر و ادب فارسی دری به حدی بود که امور دیوانی و کشورداری را در گوشه و کنار کشور به شاعران عصر واگذار کرده بود. عایشه دُرانی، محمدرضا برنابادی، الله‌وردی حیرت و میرهوتک افغان از شاعران و ادیبان این عصر، و صاحب مناصب و سمت‌های دولتی بودند. آوازهٔ شعردوستی و شاعرپروری دودمان دُرانی به حدی بود که برخی از سخنوران فارسی‌گوی از ایران، به قصد پیوستن به دربار او روانهٔ کابل می‌شدند. شهاب‌الدین تُرشیزی و میرزا محمد فروغی اصفهانی از این گروه سخنوران اند.
حاذقه هروی (متوفی ۱۲۵۹/۱۸۴۳) یکی دیگر از شاعران برجستهٔ این دوره‌است که از وی یک دیوان و شرح منظوم از یوسف و زلیخا (که در سال ۱۲۳۹/۱۸۲۳ تکمیل شد) به‌جای مانده‌است. سردار مِهردِل مشرقی (۷۱–۱۲۱۲ / ۱۷۹۸–۱۸۵۴)، یکی از چندین فرزند سردار پاینده‌خان است که به پیروی از سبک صائب و بیدل شعر می‌گفت و از وی دیوان شعری به‌جای مانده‌است. دو پیرو دیگر سبک بیدل، سردار غلام‌محمد طرزی (۱۹۰۰–۱۸۳۰)، شاعر برجسته و فرزندش محمدامین عندلیب (۹۲–۱۲۷۲ / ۷۵–۱۸۵۵) هستند که محمدامین عندلیب علی‌رغم عمر کوتاهش از خود دیوان شعری به‌جای گذاشته‌است. میرزا محمدنبی واصل (۱۲۴۴–۱۳۰۹ / ۹۲–۱۸۲۸)، ملقب به دبیرالمُلک، از شاعران پارسی‌گوی و دبیر دربار امیر شیرعلی‌خان و امیر عبدالرحمن‌خان، پادشاهان افغانستان بود. او در شعر فارسی پیرو حافظ است و سبک عراقی را در افغانستان زنده کرد. مهارت او در غزلسرایی بوده‌است.
در افغانستان دو تحول در حوزهٔ ادب این کشور رُخ داد: یکی در حدود سال ۱۸۵۰ به این‌طرف، زمانی‌که آثار ادبی در هند به چاپ می‌رسید، و بعدها چاپخانه‌های کابل، بخارا، خجند، و تاشکند هم در دسترس ادیبان افغانی قرار گرفته‌بود. تحول دوم در آغاز سدهٔ بیستم بوقوع پیوست، زمانی‌که تأسیس چاپخانه در کابل، انتشار روزنامه را ممکن ساخت. معاهده‌هایی به زبان فارسی، که با انتشارات هندی تشابه آشکار دارد، در دورهٔ شیرعلی‌خان و عبدالرحمن‌خان به چاپ رسید. از آن جمله، پادشاهان متاخرین افغانستان (تکمیل در ۱۳۰۷ / ۹۰–۱۸۸۹: که در سال ۱۳۳۶ ش. /۱۹۵۷ دوباره به چاپ رسید)، اثری از یعقوب علی خافی، و تتمة البیان فی تاریخ الافغان سید جمال‌الدین اسدآبادی، و سراج‌التواریخ فیض‌محمد کاتب هزاره (که دورهٔ چهار جلدی نسخه‌های خط آن، پس از مرگ حبیب‌الله‌خان، به خط خوش نستعلیق خودِ فیض‌محمد کاتب هزاره نوشته شده و نوشتن آن در سال ۱۳۰۴ خورشیدی به پایان رسیده و امروز در آرشیو ملی افغانستان بایگانی شده‌است.) نخستین روزنامه افغانستان، شمس‌النهار است که بین سال‌های ۱۲۸۰ / ۶۴–۱۸۶۳ در کابل، در دورهٔ سلطنت شیرعلی‌خان به زبان فارسی به چاپ می‌رسید، اما سبک و ترتیب آن از نشریات اردو زبان هند نمونه‌برداری شده بود.
نوآوری‌های عصر امیر حبیب‌الله در حوزهٔ آموزش و فرهنگ، البته محدود بود و نمی‌توانست تغییری عمده در ادب و فرهنگ ایجاد کند. ظهور محمود طرزی (۱۲۸۲–۱۳۸۵ / ۱۸۶۵–۱۹۳۳) در قلمرو ادب و فرهنگ این دوره، نقطهٔ عطفی به‌شمار می‌رود که تحول و تجدد نسبی را در حوزهٔ ادب و فرهنگ کشور در دهه‌های پس از ۱۳۲۰ خورشیدی معطوف به خود کرده‌است. وی که بیشتر دوران جوانیش را در دمشق و استانبول گذرانده بود، به ادبیات فارسی رنگ و گونهٔ خاور میانه‌ای (بجای هندی) داد. طرزی چندین اثر را از تُرکی به فارسی ترجمه کرد، که آثاری از ژول وِرن (Jules Verne) از آن جمله بود. وی از سال ۱۳۲۹/۱۹۱۱ تا ۱۳۳۶/۱۹۱۸ جریدهٔ سراج‌الاخبار را به نشر رسانید و مقاله‌های او در این نشریه از جمله پیش‌زمینه‌های اندیشهٔ تجددطلبی در افغانستان محسوب می‌گردد. سراج‌الاخبار به سبب مبارزه با استعمار بریتانیا، دفاع از آزادی زنان، نشر ادبیات فارسی و زبان‌های انگلیسی، فرانسوی و آلمانی و کمک به رشد پدیدهٔ ترجمه در افغانستان، یکی از جراید ممتاز منطقه به‌شمار می‌آید و تأثیر آن بر فارسی‌زبانان آسیای میانه، شبه‌قاره هند و حتی ترکیه محقق می‌نماید. این نشریه در پرورش حس وطن‌خواهی و «ملیت افغان» نیز مؤثر بوده‌است. تغییر نام سراج الاخبار به سراج الاخبار افغانیه (از شم ۶ س ۱ به بعد)، و نیز تغییر نام مدیر مسئول آن از محمود طرزی به محمود افغانی، گویای گرایش وطن‌خواهانهٔ این نشریه و تأثیر آن در تعالی و رشد «ملیت افغان» است.
درپی به حکومت رسیدن شاه امان‌الله (سلطنت ۱۳۰۸–۱۲۹۸ / ۲۹–۱۹۱۹) که به کوشش جمعی از نخبگان فرهنگی تحقق یافت، آرزوهای «اخوان افغان» مورد توجه قرار گرفت. در دورهٔ امان‌الله نزدیک به ۲۳ روزنامه، مجلهٔ هفتگی، ماهنامه، فصلنامه و سالنامه در سرتاسر کشور منتشر می‌شد. امان افغان (۱۳۳۷/۱۹۱۹) از مهم‌ترین آن‌ها بود که در کابل به چاپ می‌رسید. علاوه بر آن، نشریات اصلاح (۱۳۴۷/۱۹۲۹)، طلوع افغان، اتفاق اسلام، الغازی، ابلاغ، ارشاد النسوان، آیینهٔ عرفان، نوروز و امثال آن‌ها در مرکز و مراکز استان‌های کشور نشر می‌یافت. نشریهٔ دو هفتگی انیس (۱۳۴۵/۱۹۲۷) به مدیریت محیی‌الدین انیس، نخستین نشریهٔ سیاسی، فرهنگی و اقتصادی کشور به‌شمار می‌آمد که پس از مدتی به روزنامه تبدیل شد. در بعضی از نشریه‌های این دوره میزان قابل توجهی شعر از اشعار معاصران به چاپ رسیده‌است، مانند حقیقت که می‌توان مجموعهٔ دوره‌های آن را تذکرةالشعرایی به‌شمار آورد که شعر آن روزگار را دربردارد.
تجددطلبی امان‌الله خان، خصوصاً پس از سفر هفت ماههٔ او به غرب (۱۳۰۶ش/۱۹۲۷م) آشنایی تحصیل کرده‌های افغانستان را با زبان‌ها و ادبیات غربی بیشتر کرد. شاعران و نویسندگان این دوره به مضامین و مسائل اجتماعی روی آوردند و در دفاع از استقلال ملی و ملیت سرودند و نوشتند؛ با اینهمه، در این دوره، نه صُوَری جدید از شعر مجال طرح یافت، و نه جانی تازه در کالبد شعر سنتی و رایج کشور دمیده شد. بعضی از شاعران این دوره چون محمود طرزی فقط توفیق یافتند تا در نظم جای کلمات شاعرانه می و پیاله و لاله و خط و خال شعر کهن را با واژه‌های ناشاعرانه توپ، تفنگ، الکتریک، تلگراف و… پر کنند. همین مقدار دگرگونی هم در شعر روزگار امان‌الله، گامی به پیش تصور می‌شد. شاعرانی چون عبدالعلی مستغنی (۱۲۵۲–۱۳۱۲ش) هواخواه رأی و نظر محمود طرزی در شعر بودند و مسائل روز را وارد شعر کلاسیک کردند. از دیگر شاعران ممتاز و دارندهٔ دیوان شعر در این دوره می‌توان از عبدالهادی داوی، متخلص به پریشان نام برد که به پیروی از سبک عراقی قصیده می‌گفت. وی اشعار اقبال لاهوری (به زبان اردو) را با عنوان لا¸لی ریخته به نظم فارسی ترجمه کرد. حافظ عبدالله قاری (د ۱۳۲۲ش/۱۹۴۳م) نیز از دانشمندان ادیب عصر امانی است که در شعر، خود را «شیفتهٔ طرز بیدل و کلیم» معرفی می‌کرد.
یکی از اهداف محمود طرزی، که در مجموع توفیقی نداشت، واداشتن شاعران به پرداختن به موضوعات مدرن اجتماعی، فرهنگی و سیاسی بود. شاعرانی چون عبدالعلی مُستغنی (۱۲۹۲–۱۳۵۲ / ۱۸۷۵–۱۹۳۳)، و حتی حافظ عبدالله قاری (۱۲۸۸–۱۳۲۲ خ. /۱۸۷۱–۱۹۴۳) و صوفی عبدالحق بیتاب (۱۳۳۰ خ. /۱۹۵۱) که هواخواه رأی و نظر محمود طرزی در شعر بودند و مسائل روز را وارد شعر کلاسیک کردند، اما همین شاعران بیشتر غزلیات را به سبک هندی می‌سرودند. قاری، و به‌دنبال وی بیتاب، در عهد سلطنت ظاهرشاه لقب ملک‌الشعرا یافتند. میر محمدعلی آزاد کابلی (۱۲۵۸–۱۳۲۳ خ. /۱۸۴۲–۱۹۴۴)؛ پاینده محمد فرحت؛ عبدالغفور ندیم (۱۲۹۸–۱۳۴۴ خ. / ۱۸۸۱–۱۹۲۶)؛ مؤلف به‌چاپ‌رسیدهٔ دستور زبان فارسی؛ غلام‌حضرت؛ شائق جمال؛ و غلام‌محمد نوید از دانشمندان ادیب عصر امانی هستند که به سبک هندی وفادار ماندند. گفتنی است در میان ادیبان نقاد و طنزنویس این دوره باید از محمداسماعیل سیاه، متخلص به گوزک یاد کرد. از او دیوانی در هرات در سال ۱۳۱۰ خ. /۱۹۳۱ به چاپ رسید.
از شاعران برجستهٔ معاصر، خلیل‌الله خلیلی (زادهٔ ۱۲۸۸ خ. /۱۹۰۹)، از طرفداران سبک خراسانی است و دو جلد از اشعار او در ایران به چاپ رسید. از شاعران برجستهٔ دیگر می‌توان به عبدالرحمن پژواک، عبدالحکیم ضیائی و محمدعثمان صدقی اشاره کرد که همگی این ادیبان پیرو سنت‌های ادبی بوده و به آن ارج نهادند. شاعرانی چون رزاق رویین، عبدالقهار عاصی، واصف باختری، محمدعاقل بیرنگ کوهدامنی، عارف پژمان، لطیف پدرام، ضیا قاضی‌زاده، محمدیوسف آیینه، رحیم الهام، سلیمان لایق، بارق شافعی، عبدالحی آرین‌پور رُستاقی، محمدآصف فکرت هروی، سعادتملوک تابش، حیدری وجودی پنجشیری و دیگران از شاعران نامدار معاصر هستند.
از دیگر ادیبان افغان در عرصه‌های دیگر ادبیات می‌توان از میرغلام‌محمد غبار، احمدعلی کُهزاد، میرمحمدصدیق فرهنگ و عبدالحی حبیبی در عرصهٔ تاریخ‌نگاری؛ عبدالحکیم رُستاقی، خان‌محمد خسته، صلاح‌الدین سلجوقی، فکری سلجوقی، غلام‌حبیب نوابی، غلامرضا مایل هروی، محمدیعقوب واحدی جوزجانی، روان فرهادی، نگهت سعیدی، سید مخدوم رهین در عرصهٔ تاریخ و نقد ادبی؛ شاه علی‌اکبر شهرستانی، قیوم قویم، فیض‌الله ایماق، عنایت‌الله شهرانی در عرصهٔ فولکلور و فرهنگ عامه؛ رشید لطیفی و محمدعلی رونق در عرصهٔ نمایش‌نامه نویسی (drama)؛ سید بهاءالدین مجروح در عرصهٔ داستان‌نویسی رؤیایی-تخیلی؛ و اسدالله حبیب و رَهنَوَرد زَریاب در عرصهٔ داستان‌های کوتاه، یاد کرد.
علاوه بر روزنامه‌نگاری نوین، رادیو (از سال ۱۳۱۹ خ. /۱۹۴۰) و تلویزیون (از سال ۱۳۵۶ خ. /۱۹۷۷) هم مسولیت‌های تازه‌ای را بر نویسندگان افغان افزوده‌است. پس از روی‌کارآمدن دولت مارکسیستی در افغانستان در سال ۱۳۵۷ خ. /۱۹۷۸، ادبیات و نویسندگی در افغانستان هم از زبان و اندیشه‌های اتحاد جماهیر شوروی متأثر بود. ادبیات کمونیستی حزب توده ایران، که از حدود ۱۳۳۹ خ. /۱۹۶۰ در آثار حزب خلق افغانستان نفوذ کرده‌بود، اینک در انتشارات دولتی به‌طور گسترده بکار برده می‌شد.
جنگ‌های داخلی و ورود ارتش سرخ به افغانستان (۱۳۵۸ خ. /۱۹۷۹)، امواج مهاجران آن کشور را به سوی ایران، پاکستان و کشورهای آمریکایی و اروپایی سرازیر ساخت. ادیبان، محققان و نویسندگان کشور در دوران مهاجرت به تحقیقات ادبی، تاریخی، زبان‌شناختی و… توجه کرده‌اند و زمینه‌های فرهنگی را خصوصاً در ایران، پاکستان و آمریکا، و در سال‌های اخیر در تاجیکستان و آلمان نیز، ادامه داده‌اند.